# Campeonato Mundial de Fórmula 1 de 2008
O Campeonato Mundial de Fórmula 1 da FIA de 2008 foi a 59.ª temporada da Fórmula 1, que é reconhecido pela Federação Internacional de Automobilismo (FIA), o órgão regulador do automobilismo internacional, como a mais alta categoria de competição para carros de corrida monopostos. O campeonato foi disputado em dezoito etapas, iniciando na Austrália em 16 de março e terminando no Brasil em 2 de novembro. Nesta temporada ocorreu a estreia do Grande Prêmio de Singapura, realizado no Circuito Urbano de Marina Bay, sendo a primeira corrida da história da Fórmula 1 a ser realizada à noite. O Grande Prêmio da Europa passou a ser sediado no Circuito Urbano de Valência, em Valência, Espanha.
O piloto inglês Lewis Hamilton da McLaren conquistou seu primeiro campeonato de pilotos com a diferença final de um ponto para o brasileiro Felipe Massa da Ferrari, que ficou com a segunda colocação, enquanto seu companheiro de equipe Kimi Räikkönen ficou com a terceira colocação. A Ferrari também venceu o campeonato de construtores, ficando a McLaren com a segunda colocação e a BMW Sauber com a terceira colocação. Na conquista do título, Hamilton se tornou o piloto mais jovem a conquistar o campeonato mundial desta categoria, sendo superado posteriormente por Sebastian Vettel em 2010, bem como o primeiro piloto negro a conquistá-lo. Ele também foi o primeiro campeão britânico desde Damon Hill em 1996.
Onze equipes iniciaram o campeonato, porém a Super Aguri anunciou sua desistência em 6 de maio de 2008, alegando problemas financeiros e completando apenas quatro corridas. Esta foi a última temporada que a equipe Honda participou, deixando a Fórmula 1 no final de dezembro também alegando problemas financeiros. Esta foi também a última temporada com a utilização de pneus ranhurados, usados desde 1998, sendo substituídos pelos pneus slicks na temporada seguinte.

## Equipes e pilotos

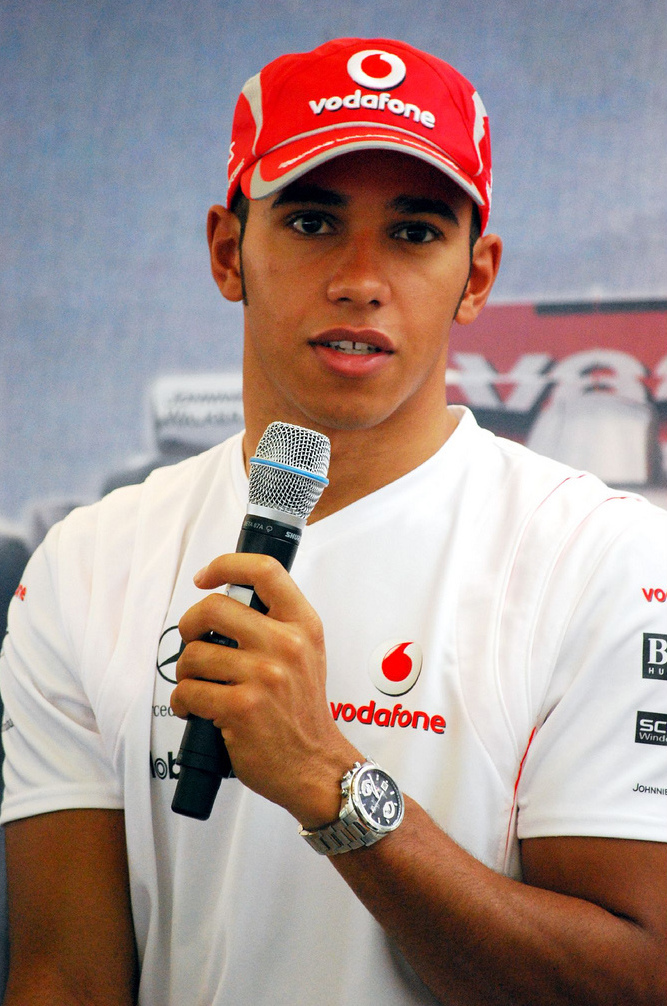
Lewis Hamilton, que conquistou seu primeiro título mundial da categoria.

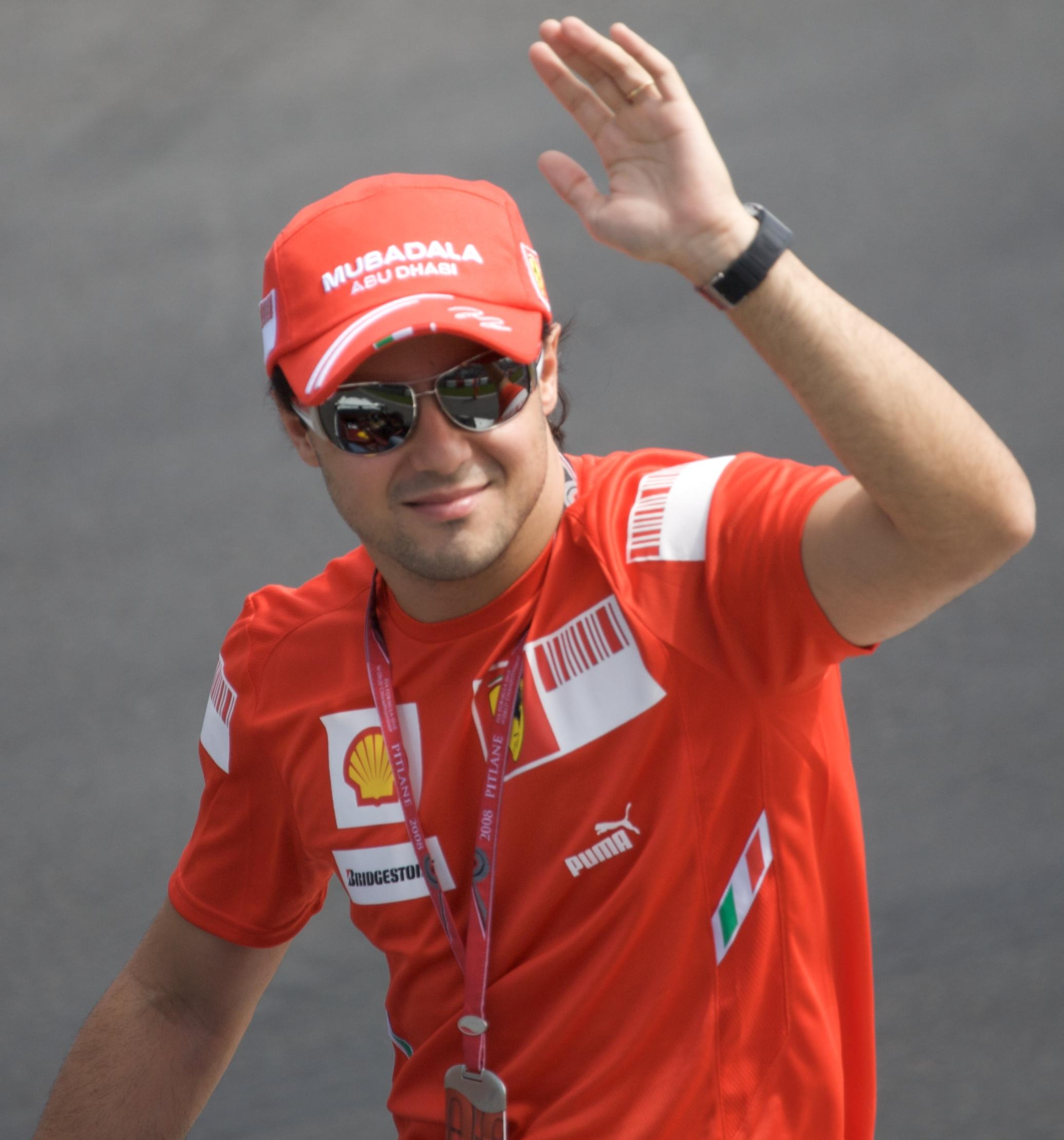
Felipe Massa, segundo colocado no campeonato.

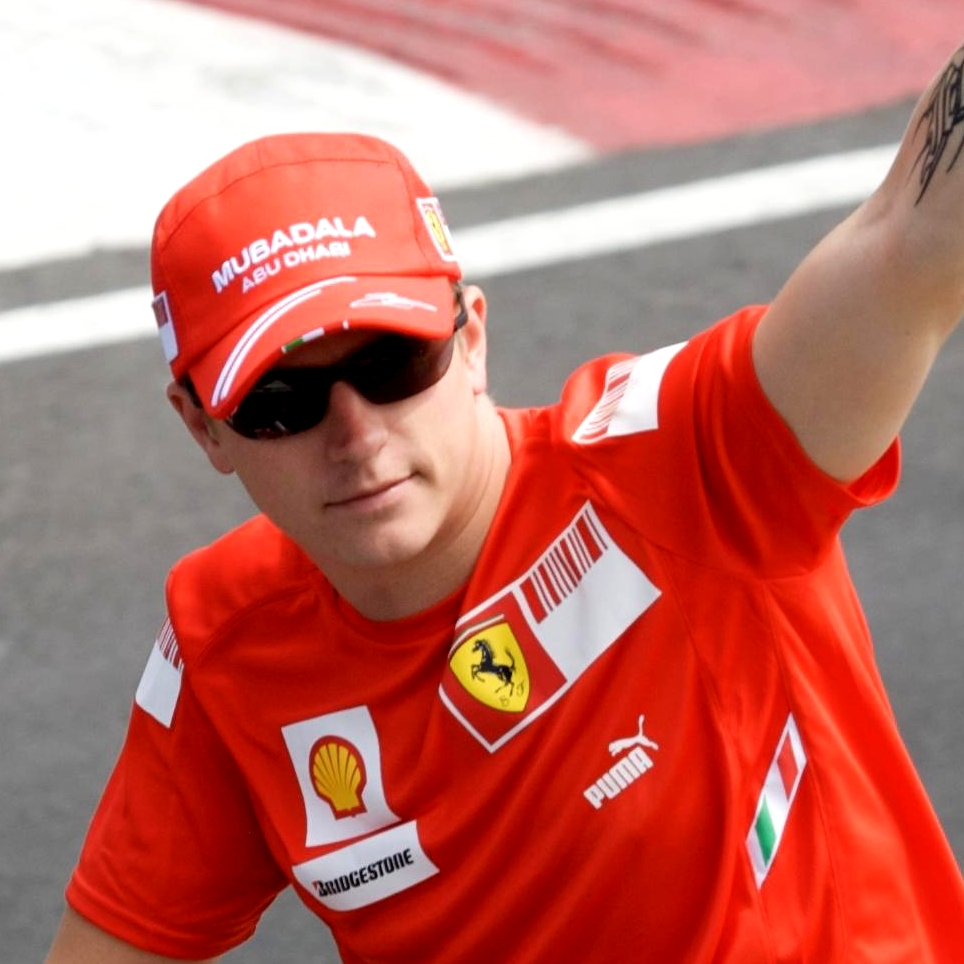
Kimi Räikkönen, terceiro colocado no campeonato.

Havia um total de sete equipes inscritas para competir no campeonato por meio de um acordo com a Formula One Management (FOM) e quatro equipes possuindo acordo com a Grand Prix Manufacturers Association (GPMA). Todas as equipes tiveram direito de indicar dois pilotos para competir no campeonato. Pela primeira vez na história da Fórmula 1, não houve trocas de pilotos entre as equipes no decorrer da temporada. Todas as equipes competiram com pneus fornecidos pela Bridgestone.
Em 14 de fevereiro de 2006, o presidente da FIA, Max Mosley, anunciou que todas as equipes interessadas em competir na temporada de 2008 teriam um prazo de sete dias para enviarem seus pedidos de inscrição. Ao todo, foram recebidas 21 inscrições de equipes. Em 28 de abril de 2006, a FIA anunciou que apenas doze licenças haviam sido concedidas, onze para as equipes que formaram o grid e uma para a equipe Prodrive, liderada pelo ex-piloto e dirigente David Richards. No entanto, apesar da equipe ter sido aceita, Richards anunciou mais tarde que a equipe não competiria em 2008 devido a uma disputa sobre a legalidade dos carros projetados. Algumas das equipes rejeitadas pela FIA foram a Minardi, Jordan Grand Prix, Direxiv e Carlin Motorsport.
| Equipe                    | Construtor              | Chassi     | Motor[a]        | N.º | Pilotos              | Etapas |
| ------------------------- | ----------------------- | ---------- | --------------- | --- | -------------------- | ------ |
| Scuderia Ferrari Marlboro | Ferrari                 | F2008      | Ferrari 056     | 1   | Kimi Räikkönen       | Todas  |
| Scuderia Ferrari Marlboro | Ferrari                 | F2008      | Ferrari 056     | 2   | Felipe Massa         | Todas  |
| BMW Sauber F1 Team        | BMW Sauber              | F1.08      | BMW P86/8       | 3   | Nick Heidfeld        | Todas  |
| BMW Sauber F1 Team        | BMW Sauber              | F1.08      | BMW P86/8       | 4   | Robert Kubica        | Todas  |
| ING Renault F1 Team       | Renault                 | R28        | Renault RS27    | 5   | Fernando Alonso      | Todas  |
| ING Renault F1 Team       | Renault                 | R28        | Renault RS27    | 6   | Nelson Piquet Jr.    | Todas  |
| AT&T Williams             | Williams-Toyota         | FW30       | Toyota RVX-08   | 7   | Nico Rosberg         | Todas  |
| AT&T Williams             | Williams-Toyota         | FW30       | Toyota RVX-08   | 8   | Kazuki Nakajima      | Todas  |
| Red Bull Racing           | Red Bull Racing-Renault | RB4        | Renault RS27    | 9   | David Coulthard      | Todas  |
| Red Bull Racing           | Red Bull Racing-Renault | RB4        | Renault RS27    | 10  | Mark Webber          | Todas  |
| Panasonic Toyota Racing   | Toyota                  | TF108      | Toyota RVX-08   | 11  | Jarno Trulli         | Todas  |
| Panasonic Toyota Racing   | Toyota                  | TF108      | Toyota RVX-08   | 12  | Timo Glock           | Todas  |
| Scuderia Toro Rosso       | Toro Rosso-Ferrari      | STR2B STR3 | Ferrari 056     | 14  | Sébastien Bourdais   | Todas  |
| Scuderia Toro Rosso       | Toro Rosso-Ferrari      | STR2B STR3 | Ferrari 056     | 15  | Sebastian Vettel     | Todas  |
| Honda Racing F1 Team      | Honda                   | RA108      | Honda RA808E    | 16  | Jenson Button        | Todas  |
| Honda Racing F1 Team      | Honda                   | RA108      | Honda RA808E    | 17  | Rubens Barrichello   | Todas  |
| Super Aguri F1 Team       | Super Aguri-Honda       | SA08       | Honda RA808E    | 18  | Takuma Sato          | 1–4    |
| Super Aguri F1 Team       | Super Aguri-Honda       | SA08       | Honda RA808E    | 19  | Anthony Davidson     | 1–4    |
| Force India F1 Team       | Force India-Ferrari     | VJM01      | Ferrari 056     | 20  | Adrian Sutil         | Todas  |
| Force India F1 Team       | Force India-Ferrari     | VJM01      | Ferrari 056     | 21  | Giancarlo Fisichella | Todas  |
| Vodafone McLaren Mercedes | McLaren-Mercedes        | MP4-23     | Mercedes FO108V | 22  | Lewis Hamilton       | Todas  |
| Vodafone McLaren Mercedes | McLaren-Mercedes        | MP4-23     | Mercedes FO108V | 23  | Heikki Kovalainen    | Todas  |

Notas
[a] ^ Todos os motores possuíam configuração V8 de 2,4 litros.

### Mudanças nas equipes

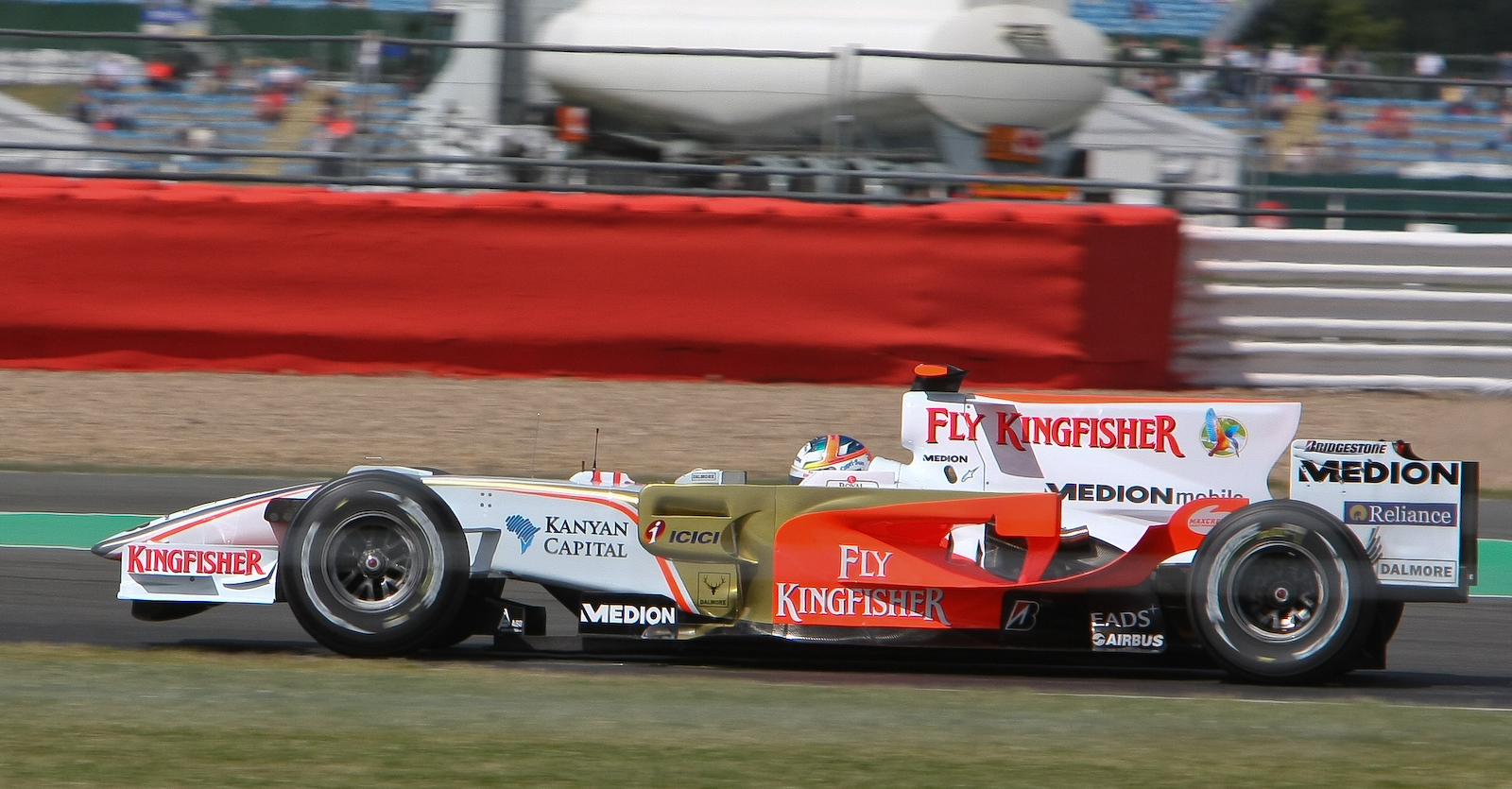
A Force India F1 entrou na Fórmula 1 após Vijay Mallya adquirir a equipe Spyker.

Rumores sobre a possível venda da equipe Spyker F1 surgiram nos últimos meses da temporada de 2007. Em 24 de outubro de 2007, o empresário indiano Vijay Mallya recebeu permissão para renomear a equipe para Force India F1. A nova equipe realizou uma cerimônia com os novos pilotos em janeiro de 2008, apresentando Giancarlo Fisichella como primeiro piloto e Adrian Sutil como segundo, além do piloto de testes Vitantonio Liuzzi.
Em 28 de abril de 2006, o grupo de engenharia automobilística Prodrive anunciou oficialmente a entrada na Fórmula 1 após a FIA anunciar a lista de equipes aptas a participar do campeonato de 2008. O presidente da FIA, Max Mosley, anunciou que a Prodrive havia sustentado sua entrada na Fórmula 1 com apoiadores e recursos financeiros considerados suficientes. Além disso, o diretor-executivo da Prodrive, David Richards, possuía experiência como diretor da equipe Benneton anteriormente. No entanto, em 23 de novembro de 2007, após longas negociações com a FIA em relação aos projetos dos carros, Richards anunciou que a Prodrive F1 não conseguiria competir no campeonato de 2008, por conta de situações legais envolvendo estes projetos.
Após já se iniciar a temporada de 2008, no dia 6 de maio a equipe Super Aguri F1 anunciou sua desistência do campeonato e saída da Fórmula 1. A equipe estava com problemas financeiros desde o final de 2007 após não receber pagamentos de um contrato de patrocínio. A Super Aguri rejeitou uma oferta de compra em janeiro de 2008 de um consórcio indiano liderado pelo CEO do Spice Group, sob a condição de o piloto indiano Narain Karthikeyan pilotar na equipe, porque isso significava rebaixar ou demitir um de seus pilotos do grid em 2007. Apesar disso, a Super Aguri não conseguiu assinar nenhum contrato até que acordos fossem alcançados com seus patrocinadores. Takuma Sato e Anthony Davidson foram confirmados como pilotos em 10 de março. A Super Aguri anunciou que havia sido feito um grande acordo com o Magma Group para resolver os problemas financeiros da equipe, no entanto o acordo fracassou. No início da temporada de 2008, o presidente da FIA Max Mosley já havia afirmado que a equipe não chegaria à disputa da última corrida na temporada.

### Mudanças de pilotos

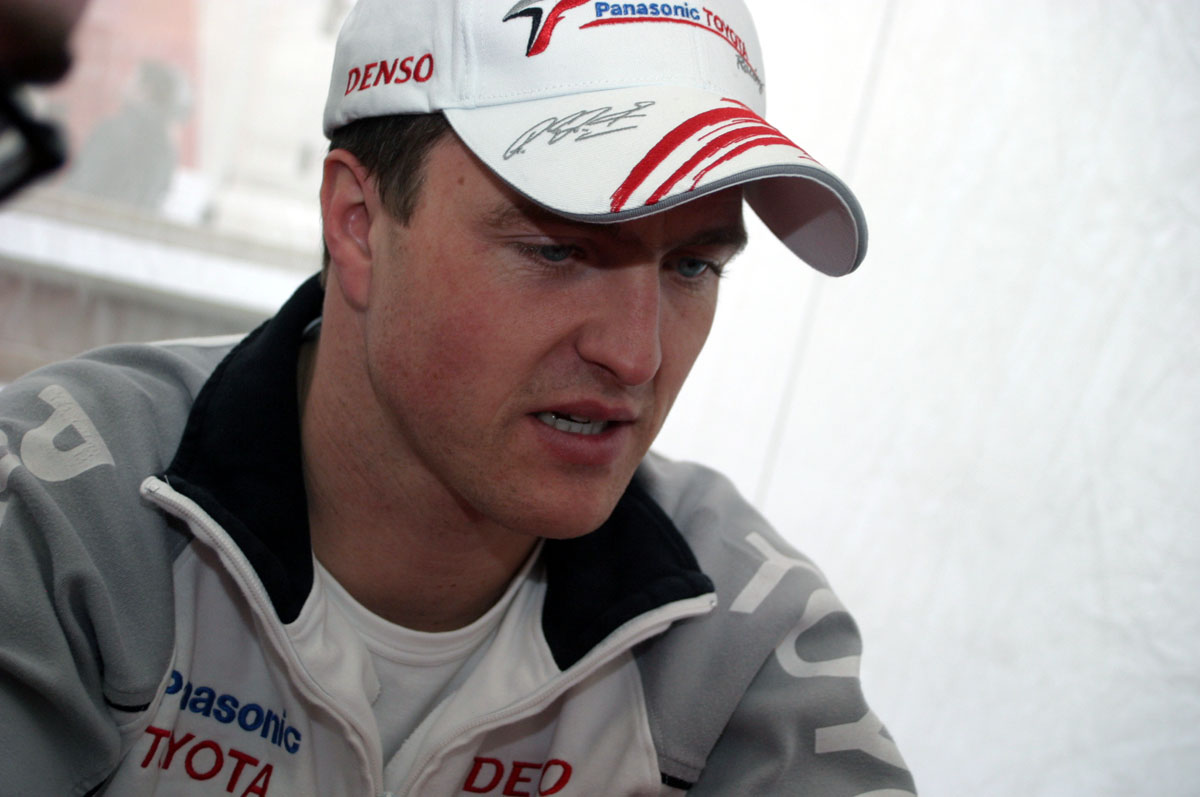
Após competir na categoria por dez anos, Ralf Schumacher decidiu não participar da temporada de 2008. Ele foi substituído na Toyota pelo campeão da GP2 Series em 2007, Timo Glock.

Fernando Alonso, bicampeão mundial, deixou a McLaren após uma única temporada para voltar à Renault. Ele foi substituído na McLaren por Heikki Kovalainen, que já havia substituído Alonso na Renault na temporada anterior. Giancarlo Fisichella, outro piloto da Renault em 2007, foi contratado pela nova equipe Force India F1, substituindo o piloto da Spyker Sakon Yamamoto, que se tornou o piloto de testes da Renault. O lugar de Fisichella na Renault foi ocupado pelo então piloto de testes da equipe Nelson Piquet Jr., filho do tricampeão mundial Nelson Piquet.
Após um teste mal sucedido para a Force India em dezembro de 2007, Ralf Schumacher deixou a Toyota para ingressar na Deutsche Tourenwagen Masters (DTM). O campeão da GP2 Series em 2007, Timo Glock, que também havia sido piloto de testes da BMW Sauber, ocupou a vaga deixada por Schumacher.
Sébastien Bourdais, que conquistou seu quarto título consecutivo de Champ Car em 2007, ingressou na Toro Rosso em 2008, substituindo Vitantonio Liuzzi, que foi contratado pela Force India como piloto de testes.

## Calendário
O Conselho Mundial da FIA aprovou o calendário de 2008 em 24 de outubro de 2007.
| Etapa | Grande Prêmio                 | Circuito                                   | Data           |
| ----- | ----------------------------- | ------------------------------------------ | -------------- |
| 1     | Grande Prêmio da Austrália    | Melbourne Grand Prix Circuit, Melbourne    | 16 de março    |
| 2     | Grande Prêmio da Malásia      | Sepang International Circuit, Kuala Lumpur | 23 de março    |
| 3     | Grande Prêmio do Barém        | Bahrain International Circuit, Manama      | 6 de abril     |
| 4     | Grande Prêmio da Espanha      | Circuit de Catalunya, Barcelona            | 27 de abril    |
| 5     | Grande Prêmio da Turquia      | Istanbul Park, Istambul                    | 11 de maio     |
| 6     | Grande Prêmio de Mônaco       | Circuit de Monaco, Monte Carlo             | 25 de maio     |
| 7     | Grande Prêmio do Canadá       | Circuit Gilles Villeneuve, Montreal        | 8 de junho     |
| 8     | Grande Prêmio da França       | Circuit de Nevers Magny-Cours, Magny Cours | 22 de junho    |
| 9     | Grande Prêmio da Grã-Bretanha | Silverstone Circuit, Silverstone           | 6 de julho     |
| 10    | Grande Prêmio da Alemanha     | Hockenheimring, Hockenheim                 | 20 de julho    |
| 11    | Grande Prêmio da Hungria      | Hungaroring, Budapeste                     | 3 de agosto    |
| 12    | Grande Prêmio da Europa       | Circuito Urbano de Valência, Valência      | 24 de agosto   |
| 13    | Grande Prêmio da Bélgica      | Circuit de Spa-Francorchamps, Stavelot     | 7 de setembro  |
| 14    | Grande Prêmio da Itália       | Autodromo Nazionale Monza, Monza           | 14 de setembro |
| 15    | Grande Prêmio de Singapura    | Marina Bay Street Circuit, Singapura       | 28 de setembro |
| 16    | Grande Prêmio do Japão        | Fuji Speedway, Shizuoka                    | 12 de outubro  |
| 17    | Grande Prêmio da China        | Shanghai International Circuit, Xangai     | 19 de outubro  |
| 18    | Grande Prêmio do Brasil       | Autódromo José Carlos Pace, São Paulo      | 2 de novembro  |

### Mudanças no calendário

O novo Circuito Urbano de Marina Bay que passou a sediar o Grande Prêmio de Singapura à noite.

Singapura sediou seu primeiro Grande Prêmio em 2008, com contrato para as próximas cinco temporadas. A corrida, realizada em um circuito de rua projetado pelo KBR, é a primeira corrida noturna da história da Fórmula 1. Além da corrida, a segunda sessão de treinos livres e a sessão de qualificação também ocorrem à noite.
O Grande Prêmio da Europa foi sediado no Circuito Urbano de Valência em 2008, passando de Nürburgring, que sediou o evento até 2007. Como os dois circuitos alemães são habilitados a sediar uma corrida de Fórmula 1, o Grande Prêmio da Alemanha ocorreu em Hockenheimring em 2008, e continuou a alternar entre esses dois circuitos anualmente até 2014.
O Indianapolis Motor Speedway não sediou um Grande Prêmio em 2008 após sete temporadas. No entanto, um possível retorno a Indianapolis no futuro não foi totalmente descartado, embora o Grande Prêmio dos Estados Unidos tenha retornado em 2012 no Circuito das Américas em Austin, Texas.
Antes do Grande Prêmio da França de 2007, foi anunciado que seria o último Grande Prêmio a ser realizado em Magny-Cours. Algumas alternativas sugeridas para o Grande Prêmio da França incluem Paul Ricard ou um novo circuito perto da Disneyland Paris ou do Aeroporto Charles de Gaulle. No entanto, em 24 de julho de 2007, Bernie Ecclestone anunciou sua decisão de manter a corrida em Magny-Cours em 2008 e 2009, caso não houvesse outras alternativas.

## Mudanças no regulamento
Uma centralina eletrônica padrão foi fornecida pela Microsoft MES, uma joint venture entre a Microsoft e a McLaren Electronic Systems. O controle de tração e o controle de largada foram banidos junto com vários outros auxílios eletrônicos, incluindo a redução de frenagem do motor. O desenvolvimento dos motores sofreu um congelamento para as cinco temporadas seguintes, iniciando em 2008, com a primeira troca de motor não programada da temporada causando uma punição de dez posições no grid de largada. O combustível dos carros deve ser composto por ao menos 5,75% de materiais biodegradáveis.
Caixas de câmbio adicionais foram disponibilizadas para as últimas quatro corridas, e a punição de cinco posições no grid de largada para trocas não previstas continuou. Caso um piloto não terminasse uma corrida, ele poderia trocar a caixa de câmbio para a próxima sem receber uma penalidade. A utilização de um carro reserva foi restringido. Cada equipe não teria permissão para ter mais de dois carros disponíveis para uso a qualquer momento. Nesse contexto, um carro era considerado se contivesse uma célula de sobrevivência parcialmente montada, equipada com um motor, qualquer suspensão dianteira, carroceria, radiadores, tanques de óleo ou trocadores de calor.
A Bridgestone seria fornecedora oficial de pneus para as temporadas de 2008 a 2010. Eles também marcariam seus pneus para condições extremas de chuva com uma linha branca na ranhura central, para diferenciá-la do composto para chuva menos intensa. Nenhuma equipe competidora foi autorizada a realizar mais de 30 mil quilômetros de testes durante o ano de 2008.

### Treinos classificatórios
A primeira parte da qualificação (Q1) teve seu tempo prolongado para 20 minutos e a parte final da qualificação (Q3) diminuiu para 10 minutos. Um tempo mínimo de volta para cada sessão de qualificação foi implementado a partir da etapa do Barém, visando evitar os pilotos que retornam aos boxes em velocidades perigosamente baixas, como ocorrido na etapa da Malásia. O tempo mínimo de volta foi diferente para cada etapa.
A partir de 8 de maio de 2008, a FIA anunciou que, com a saída da equipe Super Aguri, os procedimentos de qualificação foram alterados. Em vez de seis pilotos serem eliminados ao final da primeira sessão, apenas os cinco pilotos com os piores tempos seriam eliminados. Seguindo nesta linha, ao final da segunda sessão, os cinco pilotos com os piores tempos também seriam eliminados.

## Pré-temporada

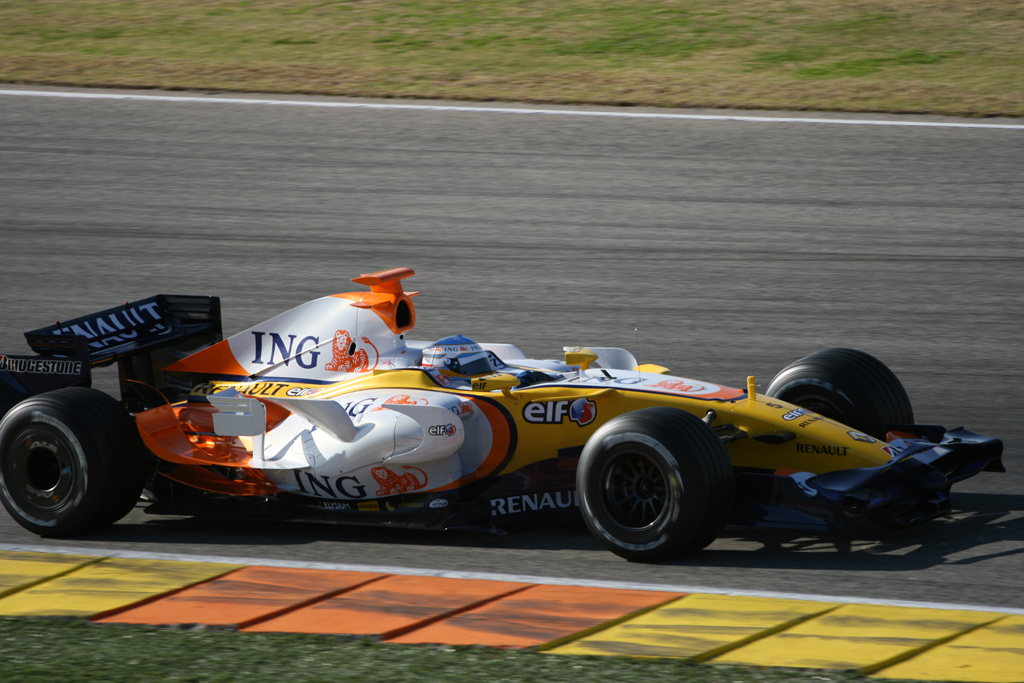
Bicampeão mundial Fernando Alonso durante os testes com a Renault R28 no Circuito Ricardo Tormo, em Valência.

A primeira sessão de testes da pré-temporada foi realizada em Jerez em 14 de janeiro de 2008. Ferrari, McLaren e Toyota testaram seus novos carros de 2008. A Williams testou uma versão modificada do Williams FW29, de 2007, enquanto a Renault e a Red Bull testaram seus carros de 2007. Honda, Toro Rosso, Super Aguri e Force India também compareceram. A BMW Sauber não estava presente por conta do lançamento de seu novo carro. As próximas quatro sessões de testes foram realizadas em Valência, sendo a primeira em 22 de janeiro. Renault e Williams foram as únicas equipes na pista no primeiro dia de testes, com seus carros de 2008. Nos três dias seguintes, todas as equipes foram à pista, com exceção da Super Aguri. No início de fevereiro, três sessões de testes foram realizados em Barcelona. Mais uma vez, todas as equipes, exceto a Super Aguri, estavam na pista. No primeiro dia de testes, Kazuki Nakajima sofreu um acidente com sua Williams FW30. Em 4 de fevereiro, Ferrari e Toyota foram ao Barém para continuar testando seus novos carros.
Em 12 de fevereiro, os testes retornaram a Jerez. Red Bull e Williams foram as únicas equipes na pista no primeiro dia. No segundo dia de testes, todas as equipes foram à pista, com exceção de Ferrari e Toyota, que ainda estavam testando no Barém. Depois de adiar o lançamento do SA08 e cancelar os testes em Valência, a Super Aguri testou uma versão modificada de seu carro de 2007 pela primeira vez.
Os testes foram novamente para Barcelona em 19 de fevereiro. O primeiro dia de testes começou na chuva com a Williams, Red Bull, Renault e Toyota presentes. A BMW estava testando por conta própria ainda em Jerez. A Super Aguri não compareceu, apesar de prometer uma entrevista com a mídia, alegando motivos de força maior. No segundo dia, a Ferrari esteve na pista e liderou os tempos com Felipe Massa na pista molhada. A McLaren se juntou no último dia. A última sessão de testes começou em 25 de fevereiro, com todas as equipes, exceto a Super Aguri. Lewis Hamilton liderou no primeiro dia, mantendo a dobradinha da McLaren no segundo dia e a Toyota foi mais rápida com Jarno Trulli no terceiro dia.
| N.º | Circuito                                  | Resultados      | Resultados        | Resultados         | Resultados   | Resultados | Resultados | Resultados |
| --- | ----------------------------------------- | --------------- | ----------------- | ------------------ | ------------ | ---------- | ---------- | ---------- |
| 1   | Circuito de Jerez, Jerez                  | Dia             | Piloto            | Equipe             | Melhor tempo | Voltas     | Ref.       |            |
| 1   | Circuito de Jerez, Jerez                  | 14 de janeiro   | Kimi Räikkönen    | Ferrari            | 1:19.845     | 59         | [ 79 ]     |            |
| 1   | Circuito de Jerez, Jerez                  | 15 de janeiro   | Fernando Alonso   | Renault            | 1:19.503     | 70         | [ 80 ]     |            |
| 1   | Circuito de Jerez, Jerez                  | 16 de janeiro   | Timo Glock        | Toyota             | 1:19.779     | 96         | [ 81 ]     |            |
| 2   | Circuito Ricardo Tormo, Valência          | Dia             | Piloto            | Equipe             | Melhor tempo | Voltas     | Ref.       |            |
| 2   | Circuito Ricardo Tormo, Valência          | 22 de janeiro   | Felipe Massa      | Ferrari            | 1:12.182     | 97         | [ 82 ]     |            |
| 2   | Circuito Ricardo Tormo, Valência          | 23 de janeiro   | Heikki Kovalainen | McLaren-Mercedes   | 1:11.000     | 92         | [ 83 ]     |            |
| 2   | Circuito Ricardo Tormo, Valência          | 24 de janeiro   | Kimi Räikkönen    | Ferrari            | 1:11.189     | 88         | [ 84 ]     |            |
| 3   | Circuito de Barcelona-Catalunha, Montmeló | Dia             | Piloto            | Equipe             | Melhor tempo | Voltas     | Ref.       |            |
| 3   | Circuito de Barcelona-Catalunha, Montmeló | 1 de fevereiro  | Lewis Hamilton    | McLaren-Mercedes   | 1:22.263     | 84         | [ 85 ]     |            |
| 3   | Circuito de Barcelona-Catalunha, Montmeló | 2 de fevereiro  | Sebastian Vettel  | Toro Rosso-Ferrari | 1:21.679     | 89         | [ 86 ]     |            |
| 3   | Circuito de Barcelona-Catalunha, Montmeló | 3 de fevereiro  | Mark Webber       | Red Bull-Renault   | 1:22.385     | 65         | [ 87 ]     |            |
| 4   | Circuito de Jerez, Jerez                  | Dia             | Piloto            | Equipe             | Melhor tempo | Voltas     | Ref.       |            |
| 4   | Circuito de Jerez, Jerez                  | 12 de fevereiro | Lewis Hamilton    | McLaren-Mercedes   | 1:19.102     | 89         | [ 88 ]     |            |
| 4   | Circuito de Jerez, Jerez                  | 13 de fevereiro | Mark Webber       | Red Bull-Renault   | 1:18.628     | 72         | [ 89 ]     |            |
| 4   | Circuito de Jerez, Jerez                  | 14 de fevereiro | Heikki Kovalainen | McLaren-Mercedes   | 1:17.974     | 96         | [ 90 ]     |            |
| 5   | Circuito de Barcelona-Catalunha, Montmeló | Dia             | Piloto            | Equipe             | Melhor tempo | Voltas     | Ref.       |            |
| 5   | Circuito de Barcelona-Catalunha, Montmeló | 19 de fevereiro | Nico Rosberg      | Williams-Toyota    | 1:30.675     | 73         | [ 91 ]     |            |
| 5   | Circuito de Barcelona-Catalunha, Montmeló | 20 de fevereiro | Felipe Massa      | Ferrari            | 1:30.673     | 40         | [ 92 ]     |            |
| 5   | Circuito de Barcelona-Catalunha, Montmeló | 21 de fevereiro | Kazuki Nakajima   | Williams-Toyota    | 1:22.153     | 32         | [ 93 ]     |            |
| 6   | Circuito de Barcelona-Catalunha, Montmeló | Dia             | Piloto            | Equipe             | Melhor tempo | Voltas     | Ref.       |            |
| 6   | Circuito de Barcelona-Catalunha, Montmeló | 25 de fevereiro | Lewis Hamilton    | McLaren-Mercedes   | 1:22.276     | 78         | [ 94 ]     |            |
| 6   | Circuito de Barcelona-Catalunha, Montmeló | 26 de fevereiro | Lewis Hamilton    | McLaren-Mercedes   | 1:21.234     | 82         | [ 95 ]     |            |
| 6   | Circuito de Barcelona-Catalunha, Montmeló | 27 de fevereiro | Jarno Trulli      | Toyota             | 1:20.801     | 83         | [ 78 ]     |            |

## Resumo

### Início asiático da temporada

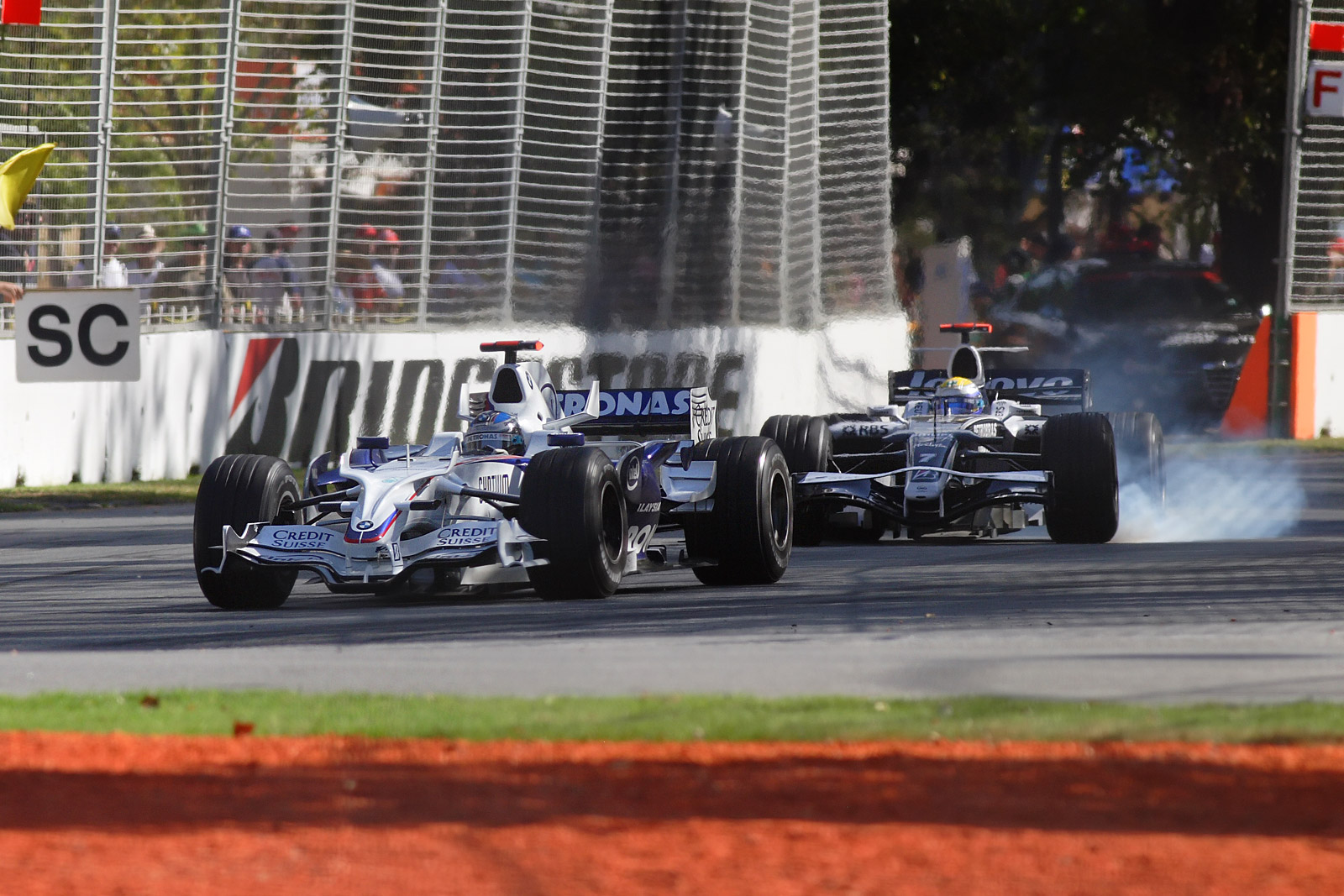
Nick Heidfeld e Nico Rosberg durante uma das entradas do carro de segurança no GP da Austrália.

A temporada de 2008 iniciou de maneira incomum no GP da Austrália, com nove carros retirados por acidentes, cinco retirados com falhas, uma desqualificação e apenas sete pilotos que concluíram a corrida. Lewis Hamilton evitou toda a confusão ocorrida atrás dele e abriu uma larga vantagem na primeira posição, mesmo com diversas entradas do carro de segurança. Ao final, parabenizou a McLaren pela qualidade superior do carro, afirmando inclusive que sua dirigibilidade era superior que a versão da temporada anterior, alfinetando inclusive o campeão mundial Fernando Alonso, afirmando que o desenvolvimento do carro se deu com a sua saída da equipe. Os dois pilotos da Ferrari não fizeram uma boa corrida, com os dois carros retirados por falhas no motor. Felipe Massa declarou após a corrida que os carros da Ferrari não deveriam sofrer este tipo de falha, considerando a alta confiabilidade de seu motor.

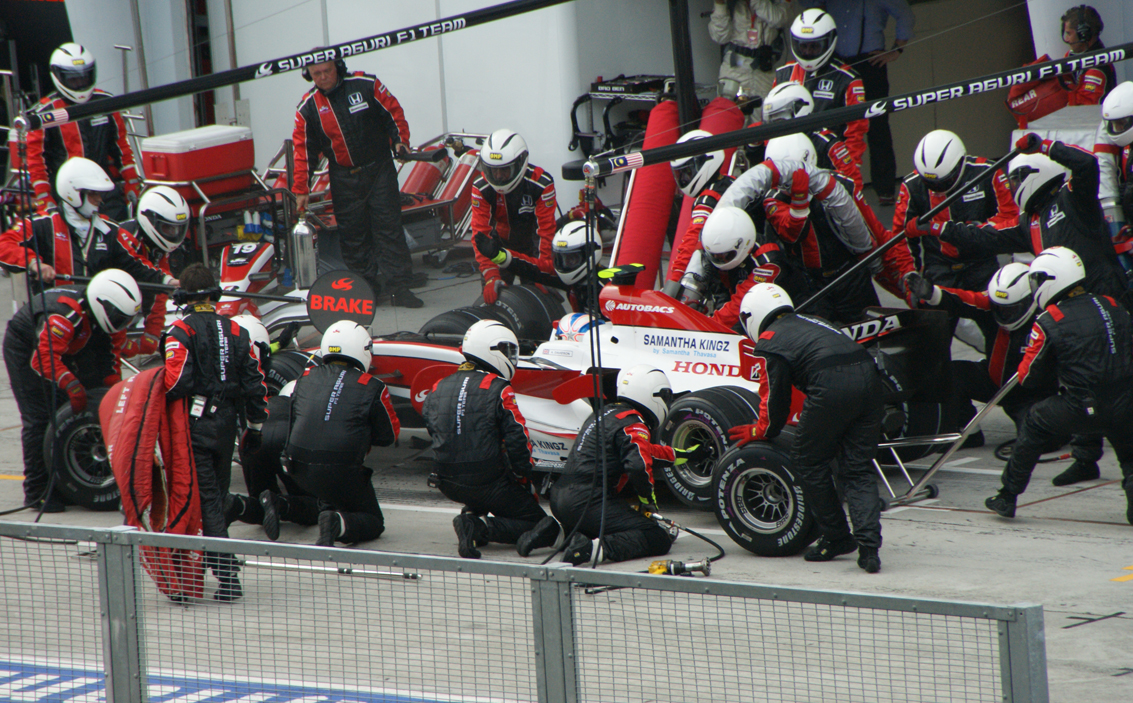
Pit stop da equipe Super Aguri durante o GP da Malásia.

Na segunda etapa da temporada no GP da Malásia, após não obter resultados satisfatórios na Austrália, a Ferrari conquistou uma vitória dominante, com Kimi Räikkönen cruzando a linha de chegada cerca de vinte segundos à frente de Robert Kubica da BMW Sauber. Massa, que largou na pole position, teve um problema durante a troca de pneus em seu pit stop e depois sofreu novamente um problema de motor, sendo obrigado a se retirar. Tanto Hamilton como Heikki Kovalainen da McLaren sofreram uma punição de cinco posições no grid de largada por atrapalhar Nick Heidfeld durante o treino classificatório. Hamilton teve um ótimo início e, já no final da primeira volta, subiu para a quinta colocação, enquanto Kovalainen mas não conseguiu superar o sétimo lugar nas etapas iniciais. Hamilton também sofreu um problema com a poeira dos freios de outros carros, fazendo com que sua parada levasse cerca de vinte segundos, e fazendo com que terminasse na quinta posição, sem chances de disputar o pódio. A surpresa da corrida ficou por conta de Jarno Trulli da Toyota, que conseguiu manter o ritmo da classificação e terminou a corrida na quarta posição.

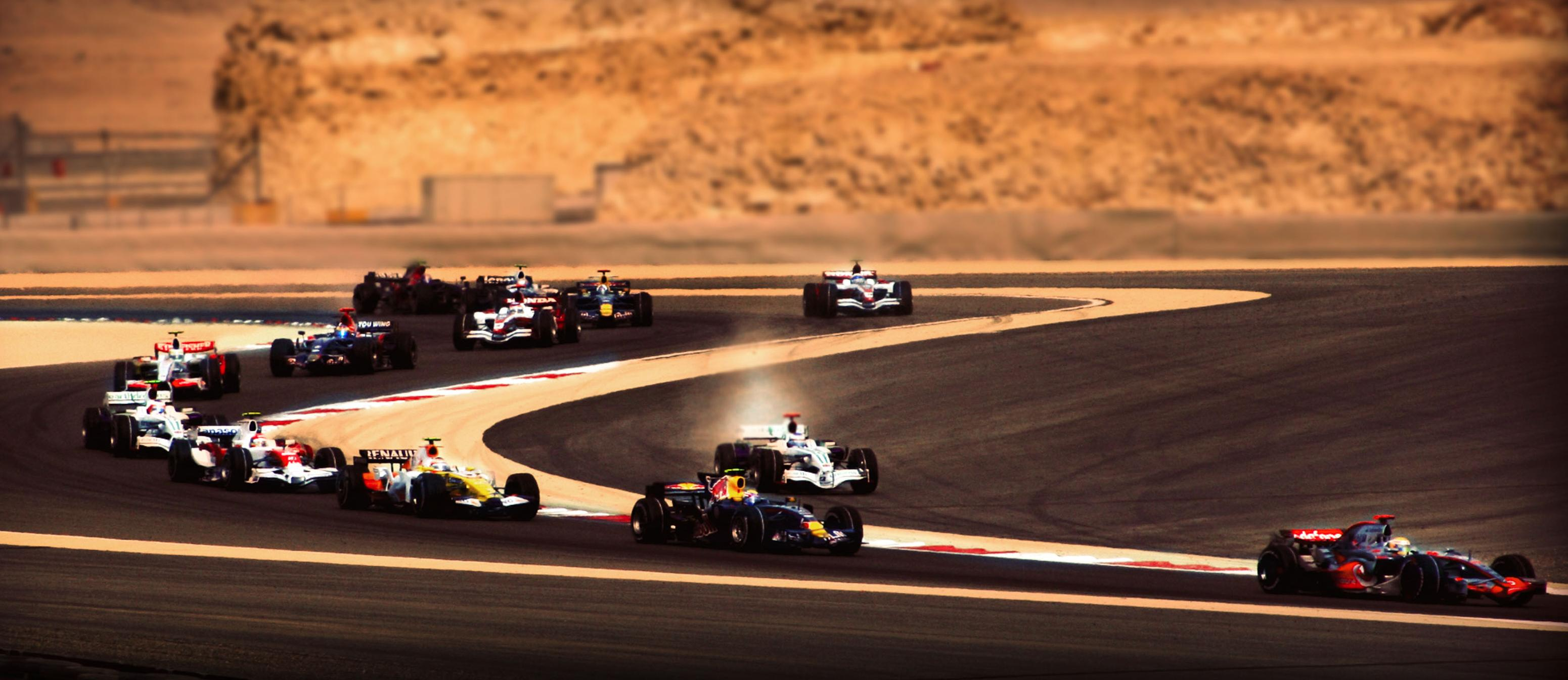
Jenson Button cruzando a areia de contenção da pista durante o GP do Barém.

Para fechar a primeira parte das corridas asiáticas da temporada, no Grande Prêmio do Barém, Massa precisava de uma vitória ou pelo menos um desempenho forte para ofuscar os desempenhos ruins nas duas primeiras etapas. Largando em segundo, já na primeira volta ultrapassou Kubica, que tinha largado na pole. A partir daí, a Ferrari passou a dominar a corrida, com Räikkönen pulando da quarta posição para a segunda, terminando a corrida apenas três segundos atrás de Massa, consolidando a primeira dobradinha da Ferrari na temporada. Hamilton teve mais uma corrida ruim, mesmo largando na terceira posição do grid, acabou caindo para a décima colocação ao bater na traseira de Alonso e quebrar o bico do carro, necessitando de uma parada extra para troca. A BMW Sauber obteve um bom resultado, com Kubica fechando o pódio na terceira posição e Heidfeld terminando em quarto, assumindo a liderança do campeonato de construtores após a corrida. Com a segunda colocação, Räikkönen também assumiu a liderança do campeonato de pilotos, com Kubica subindo para o segundo lugar e Hamilton, após um resultado ruim, ocupando a terceira posição.

### Disputa entre Räikkönen e Hamilton na Europa

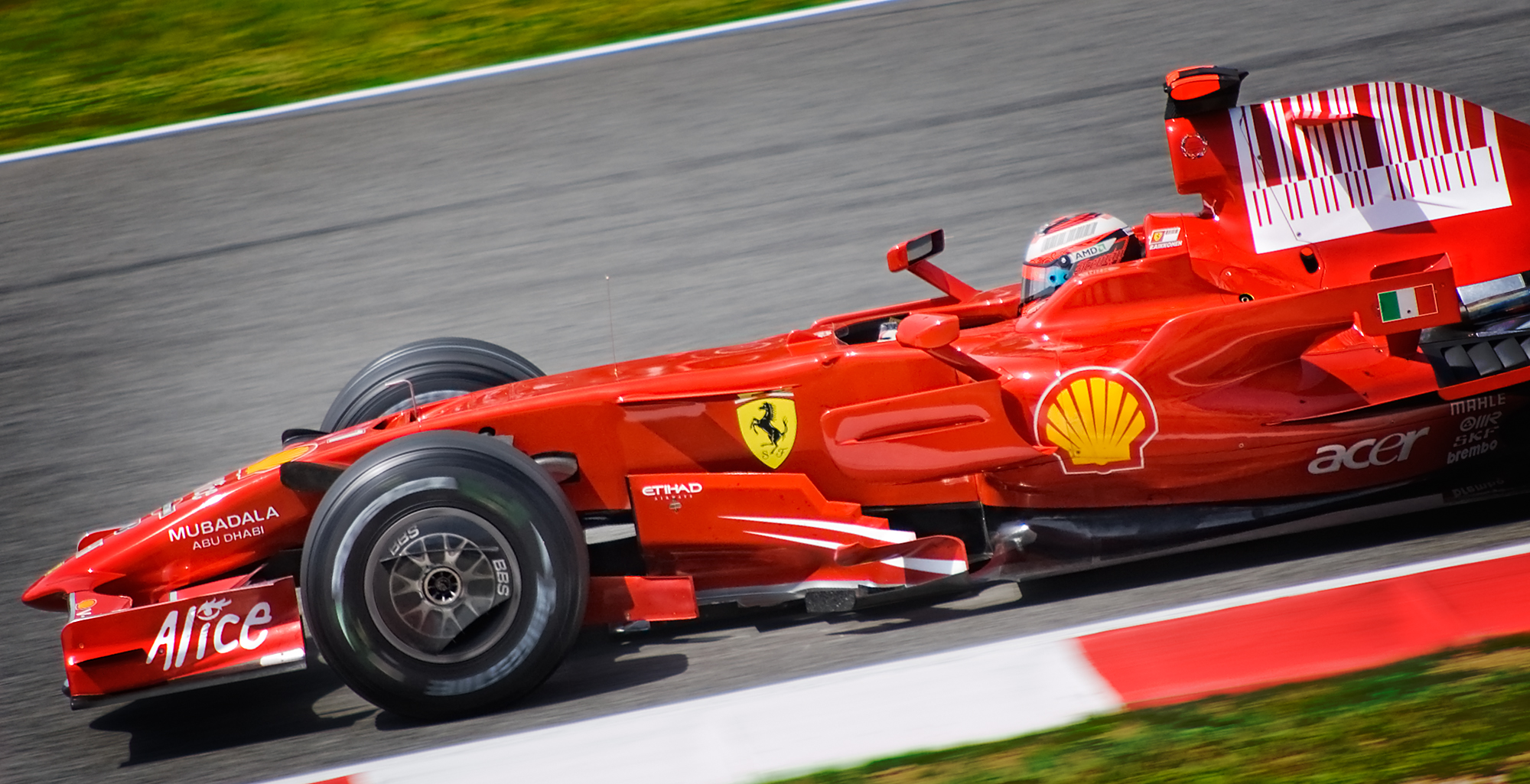
Räikkönen conquistou sua segunda vitória na corrida espanhola

No desembarque da Fórmula 1 na Europa em 2008, Kimi Räikkönen teve um ótimo desempenho na qualificação e conquistou a pole position. Räikkönen manteve a liderança na primeira curva, quando Felipe Massa passou por Fernando Alonso e conquistou a segunda posição.  No entanto, um incidente na parte de trás do grid envolvendo Adrian Sutil e Sebastian Vettel provocou a entrada do carro de segurança logo na primeira volta, retomando a corrida normalmente na quarta volta. Um grave acidente envolveu Heikki Kovalainen na volta 22 após um furo no seu pneu provocar um impacto a cerca de 210 quilômetros por hora nas berreiras de contenção, provocando novamente a entrada do carro de segurança. Räikkönen conquistou sua segunda vitória da temporada quando cruzou a linha ao final da 66ª volta, com cerca de 3,2 segundos de vantagem à frente de Massa, segundo colocado. Hamilton terminou em terceiro, à frente de Robert Kubica, Mark Webber e Jenson Button, que marcaram os primeiros pontos da Honda na temporada. Kazuki Nakajima terminou em sétimo lugar, à frente de Jarno Trulli, que estava na sexta posição antes que sua equipe o chamasse por engano para o pit lane, confundindo o carro danificado de Timo Glock com o seu.

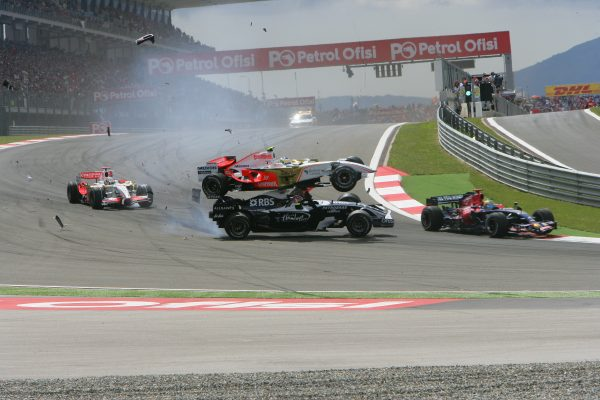
Acidente entre Giancarlo Fisichella e Kazuki Nakajima no GP da Turquia.

Com a saída dos dois carros da Super Aguri do campeonato mundial, algumas alterações foram feitas na sessão de classificação, reduzindo o número de carros eliminados nas primeira e segunda sessões de seis para cinco, mantendo os dez pilotos na terceira sessão. Na qualificação, ocorreu um confronto direto entre Ferrari e McLaren, com a BMW Sauber não apresentando um ritmo forte como nas classificações anteriores. Felipe Massa conquistou sua segunda pole position na sequência, marcando um tempo de 1:27.617, logo à frente das McLarens de Kovalainen e Hamilton. O líder do campeonato Räikkönen se classificou em quarto, à frente de Kubica e Webber, com o top 10 sendo completado por Alonso, Trulli, Heidfeld e Coulthard. Logo no início da corrida, Hamilton ultrapassou Kovalainen e conquistou a segunda colocação, atrás de Massa. Fisichella e Nakajima colidiram logo na primeira volta, depois que Fisichella freou muito tarde e sobrevoou o carro de Nakajima, fazendo com que o piloto italiano abandonasse a corrida e o japonês teve que parar nos boxes para troca de asa. Este acidente causou a entrada do safety car na pista. Após uma troca da liderança durante a prova entre Massa, Hamilton e Räikkönen, Felipe Massa venceu a corrida, sendo sua terceira vitória consecutiva neste circuito, cruzando a linha de chagada 3,7 segundos à frente de Hamilton, com Räikkönen mais de meio segundo atrás em terceiro. Os dois carros da BMW Sauber de Kubica e Heidfeld terminaram em quarto e quinto respectivamente, enquanto Alonso, Webber e Rosberg fecharam a zona de pontuação dos oito primeiros.

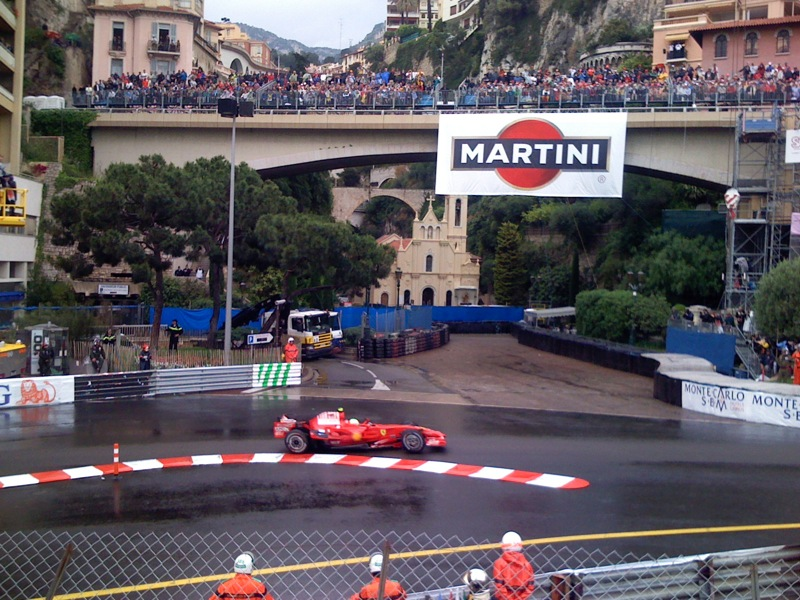
Felipe Massa, que conquistou sua terceira pole position seguida no campeonato no GP de Mônaco.

Na corrida mais tradicional do campeonato, Massa conquistou sua terceira pole position da temporada com um tempo de 1:15.787, ocupando a primeira fila juntamente com seu companheiro de equipe Räikkönen. Hamilton ficou em terceiro lugar na grelha, com um tempo de qualificação apenas 0,052 segundos mais lento que o de Massa, sendo seguido por Kovalainen. Em contraste com a sessão seca de qualificação de sábado, pancadas de chuva frequentes tomaram conta da pista no domingo de manhã, deixando-a escorregadia e potencialmente perigosa. Embora a chuva tenha diminuído no início da tarde, elas retornaram vinte minutos antes do início da corrida. No momento do aviso de três minutos, a maioria dos pilotos havia optado pelo pneu intermediário, e somente Piquet começou a corrida com pneus de chuva forte. Massa manteve a liderança na primeira curva, enquanto Hamilton usava a saída da pista para passar Räikkönen por dentro. As condições da pista se mostraram ruins quando Hamilton fez contato com barreiras do lado de fora da curva doze na sexta volta, necessitando de uma parada para troca de pneus. A vantagem de 12 segundos de Massa sobre Räikkönen na sexta volta foi reduzida quando o safety car entrou na pista após acidente de Coulthard e Bourdais. Após a saída do safety car, Massa foi punido com um drive through por não montar os pneus do carro antes dos três minutos para largada, caindo para a quarta posição. Com isso, com a parada de Kubica, Hamilton assumiu a liderança da prova. O ritmo lento durante as primeiras voltas fez com que a corrida atingisse seu tempo regulamentar de duas horas após apenas 76 voltas das 78 previstas, consolidando a vitória de Hamilton, seguido por Kubica em segundo, à frente de Massa e Webber. Vettel conquistou os primeiros pontos da Toro Rosso na temporada, chegando em quinto, à frente de Barrichello, Nakajima e Kovalainen.

### Vitória inédita no Canadá e liderança brasileira na Europa

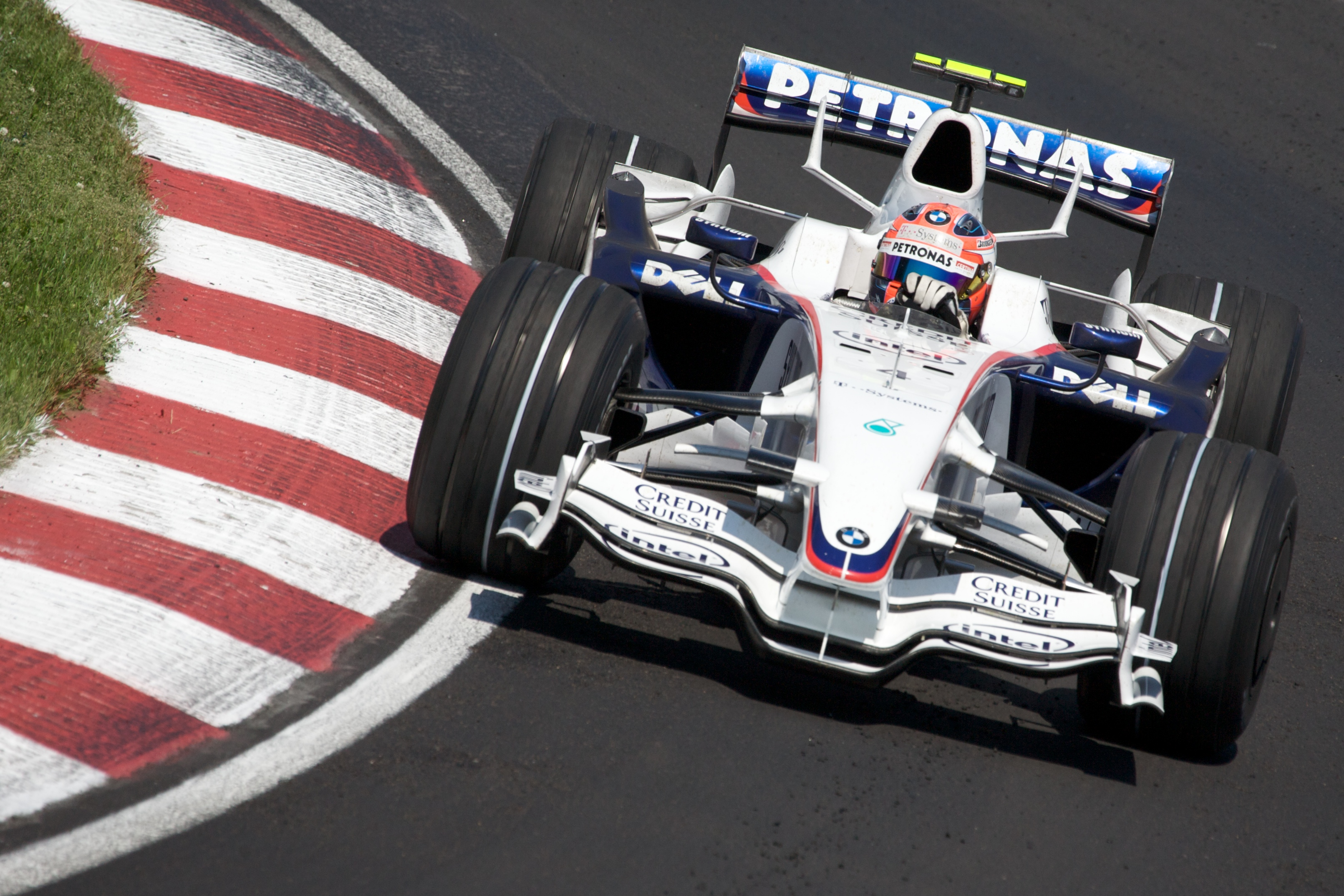
Robert Kubica, que conquistou a única vitória da BMW Sauber na temporada e sua primeira vitória na carreira durante o GP do Canadá.

Na chegada da Fórmula 1 às Américas na temporada de 2008, Lewis Hamilton marcou sua segunda pole position da temporada, seguido por Felipe Massa e Kimi Räikkönen. As condições do treino classificatório foram prejudicadas por diversos trechos da pista que se desintegraram, o que fez com que a maioria dos pilotos registrassem tempos mais lentos na terceira sessão em comparação com a primeira. Os oficiais da pista repararam os problemas na pista por diversas vezes durante o treino. A corrida começou com Hamilton mantendo a liderança e criando uma vantagem de cinco segundos sobre Robert Kubica. Na 16ª volta, o carro de Adrian Sutil teve uma falha na caixa de câmbio e em seguida incendiou-se, fazendo com que o carro de segurança entrasse na pista. Quando Räikkönen estava saindo do pit lane, a luz indicadora vermelha foi acesa, fechando a saída. Kubica conseguiu frear a tempo, evitando a colisão, contudo Hamilton não percebeu a parada e atingiu o carro de Räikkönen, fazendo com que os dois abandonassem a corrida. Após todas as paradas, Kubica passou a dividir a liderança da prova com seu companheiro de equipe Nick Heidfeld. Fernando Alonso da Renault estava na terceira colocação e brigando com Heidfeld pela segunda colocação, quando girou o carro e bateu na proteção da pista, danificando sua asa dianteira e suspensão. Kubica manteve sua vantagem e conquistou a primeira vitória na sua carreira, tendo o pódio sendo completado pelo companheiro Heidfeld e David Coulthard da Red Bull. Os outros oito melhores colocados foram Glock, Massa, Trulli, Barrichello e Vettel.

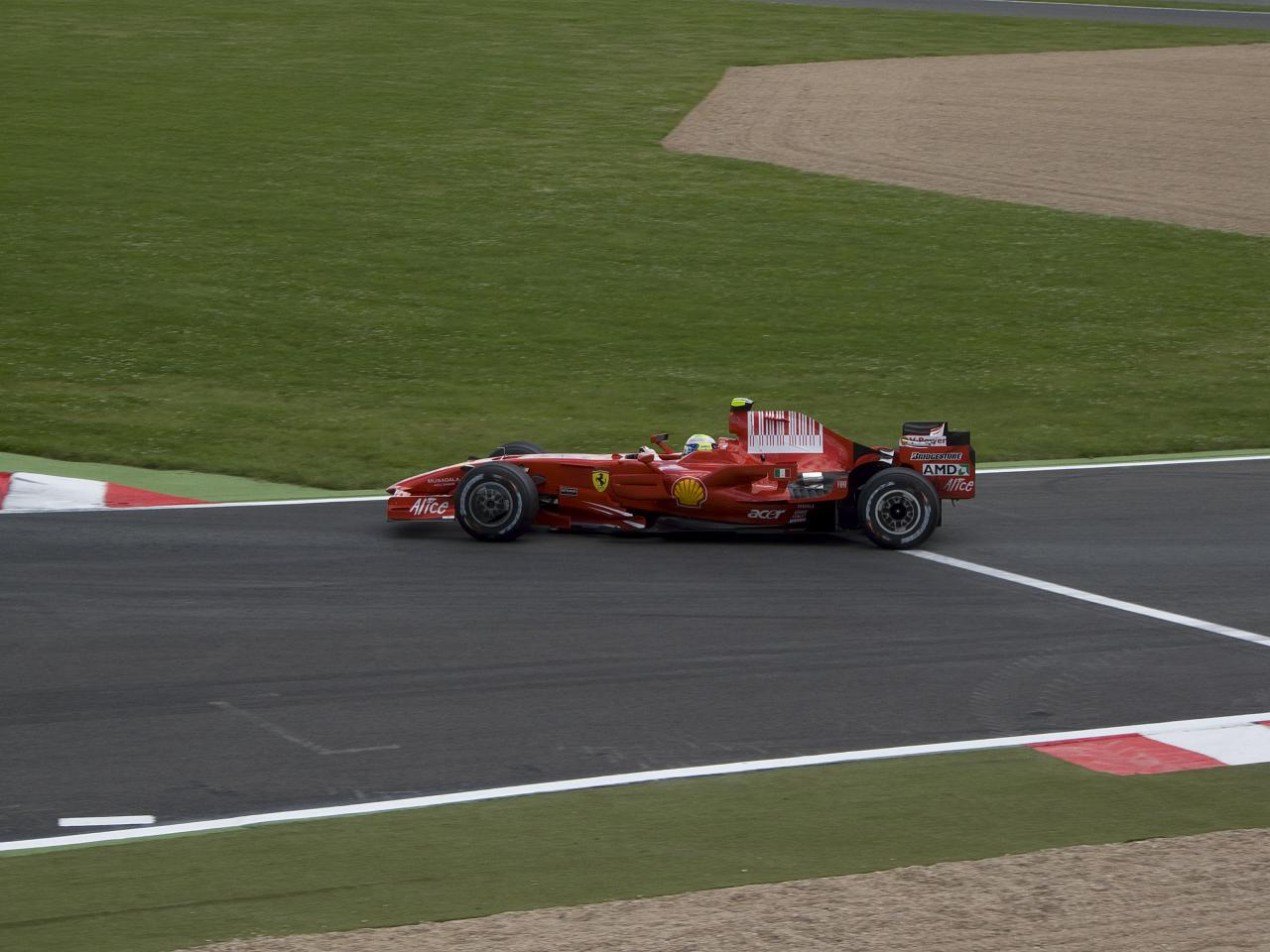
Felipe Massa vence o GP da França e assume a liderança do campeonato, sendo o primeiro brasileiro a alcançar tal feito desde Ayrton Senna em.

No retorno à Europa, Kimi Räikkönen conquistou a 200ª pole position da Ferrari em sua história durante o Grande Prêmio da França, com o tempo de 1:16.449. Räikkönen fez um bom começo, mantendo sua primeira posição, com Felipe Massa logo atrás mantendo seu segundo lugar. Alonso, que largou em terceiro, foi ultrapassado por Jarno Trulli e Robert Kubica, mas passou novamente por Kubica na saída da curva fechada. No final da volta dez, Raikkonen liderou com uma diferença de 3,2 segundos para Massa. Na volta 13, Lewis Hamilton recebeu uma penalidade de drive-through por cortar a curva sete na primeira volta e ganhar uma vantagem. Ele cumpriu a penalidade imediatamente e voltou na 13ª posição. Pouco antes da metade da corrida, o ritmo de Raikkonen diminuiu e Massa atrás o alcançou, ultrapassando seu companheiro de equipe na volta 39. Na volta 46, Massa abriu uma vantagem de dez segundos sobre seu companheiro de equipe. Na volta 55, uma chuva fraca começou a cair, e embora continuasse chovendo levemente nas próximas voltas, não foi forte suficiente para provocar uma troca de pneus. Massa cruzou a linha para vencer a corrida, com Räikkönen quase dezoito segundos atrás, assumindo também a liderança do campeonato. Trulli manteve o terceiro lugar e conquistou seu primeiro pódio desde o Grande Prêmio da Espanha de 2005 e o primeiro pódio da Toyota desde o Grande Prêmio da Austrália de 2006.

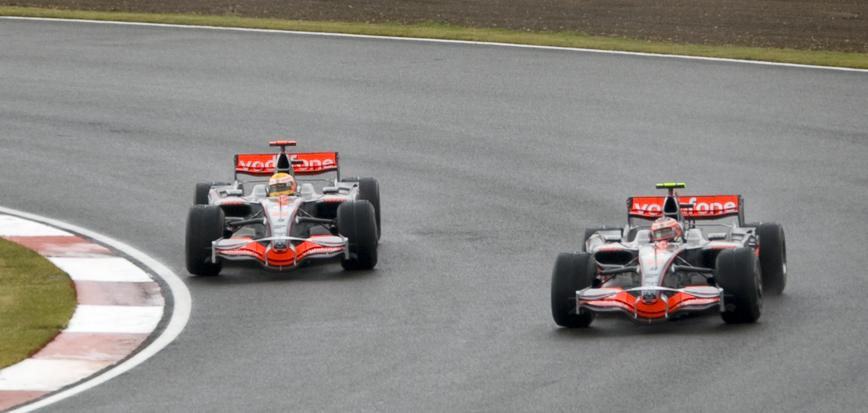
Kovalainen, que largou na pole, e Hamilton, que venceu o GP da Grã-Bretanha

Durante o Grande Prêmio da Grã-Bretanha, em Silverstone, Heikki Kovalainen conquistou sua primeira pole position com o tempo de 1:21.049. Mark Webber largaria ao lado dele na segunda colocação, o melhor resultado de qualificação da Red Bull Racing até aquele momento e Kimi Raikkonen largaria em terceiro. A pista estava molhada e os pilotos optaram por utilizar pneus intermediários. Os três pilotos que largaram na frente não conseguiram aderência na largada e foram ultrapassados por Lewis Hamilton já na primeira curva, com Kovalainen retomando a primeira posição em seguida. Felipe Massa girou duas vezes, durante sua primeira e terceira volta, fazendo com que caisse para as últimas posições. Hamilton diminuiu a diferença para Kovalainen e o ultrapassou na curva Stowe durante a sua quinta volta. Durante a volta 10, Kovalainen passou por uma poça e rodou o carro, sendo ultrapassado por Raikkonen, que aumentou seu ritmo conforme a pista secava e chegou a ficar a um segundo de Hamilton. Contudo, quando a chuva retornou Hamilton já estava com pneus intermediários, enquanto Raikkonen teve que fazer uma nova parada pois estava com pneus de pista seca. Faltando vinte voltas para o final da corrida, a chuva ficou extremamente forte. Enquanto todos os pilotos estavam com pneus intermediários, Rubens Barrichello já tinha equipado o carro com os pneus para chuva extrema, sendo cerca de nove segundos mais rápido por volta do que a maioria do pelotão e rapidamente subiu para o quarto lugar. Hamilton cruzou a linha de chegada para vencer a corrida com uma diferença maior de um minuto para Nick Heidfeld em segundo e Barrichello em terceiro, consagrando o melhor desempenho da Honda em 2008. A margem de vitória foi a maior desde o Grande Prêmio da Austrália de 1995. Raikkonen terminou em quarto, a frente de Kovalainen e Alonso. Raikkonen também fez a volta mais rápida, sua sexta consecutiva. Jarno Trulli terminou na sétima posição e Kazuki Nakajima terminou a corrida em oitavo.

### Disputa acirrada entre construtores na Europa

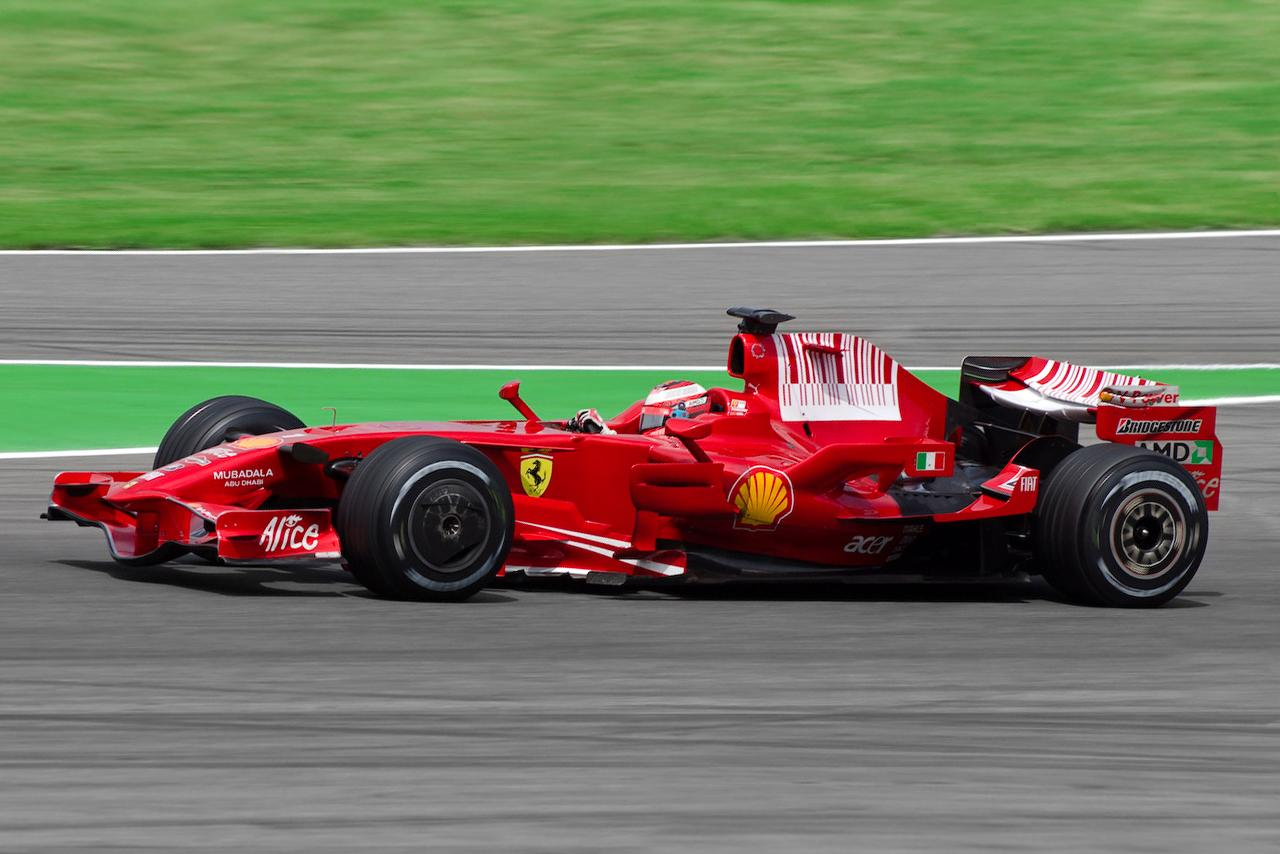
Kimi Raikkonen, que terminou o GP da Alemanha na sexta posição.

O Grande Prêmio da Alemanha, realizado no circuito de Hockenheimring, em Hockenheim, marcou a terceira pole position de Lewis Hamilton na temporada, após marcar um tempo de 1:15.666, sendo seguido por Felipe Massa na segunda posição e Heikki Kovalainen na terceira posição. No início da corrida, Hamilton, Massa e Kovalainen mantiveram suas posições no grid. Hamilton rapidamente começou a ganhar uma vantagem considerável dos outros carros, a uma média de meio segundo por volta. Na primeira parada dos pilotos, Hamilton tinha uma vantagem de quase vinte segundos sobre Massa ao fazer o pit stop na volta 18. Saindo dos boxes, Hamilton cometeu um erro e foi ultrapassado por Jarno Trulli. Os dois pilotos quase colidiram na curva 4, com Hamilton reduzindo o ritmo pelo resto da volta esperando que Trulli parasse. Hamilton recuperou a liderança na volta 22 depois que Massa, Kovalainen e Trulli fizeram suas paradas, contudo reduziu a vantagem de Massa para onze segundos. Na 36ª volta, a suspensão traseira direita de Timo Glock falhou ao sair da curva final, causando um forte impacto com o muro externo da pista e acionando o safety car. Quando o pit lane reabriu na volta 38, a maioria dos pilotos entrou, exceto Hamilton. Nelson Piquet Jr., ao adotar uma estratégia de única parada, fez seu pit stop logo antes do safety car entrar na pista e reabasteceu suficientemente até o final da corrida. Promovido ao terceiro lugar após a parada dos outros pilotos, assumiu a liderança quando Hamilton e Nick Heidfeld fizeram suas últimas paradas. Após uma nova entrada do safety car na volta 42, Hamilton passou a liderar, enquanto Heidfeld e Piquet estavam em segundo e terceiro. Hamilton foi o primeiro a cruzar a linha de chegada na volta final, enquanto Piquet conquistou a segunda posição e o primeiro pódio de sua carreira, apenas cinco segundos atrás, e Massa completou o pódio na terceira posição. Foi a primeira vez que dois brasileiros subiram ao pódio juntos desde o Grande Prêmio da Bélgica de 1991, quando Ayrton Senna e Nelson Piquet dividiram o pódio.

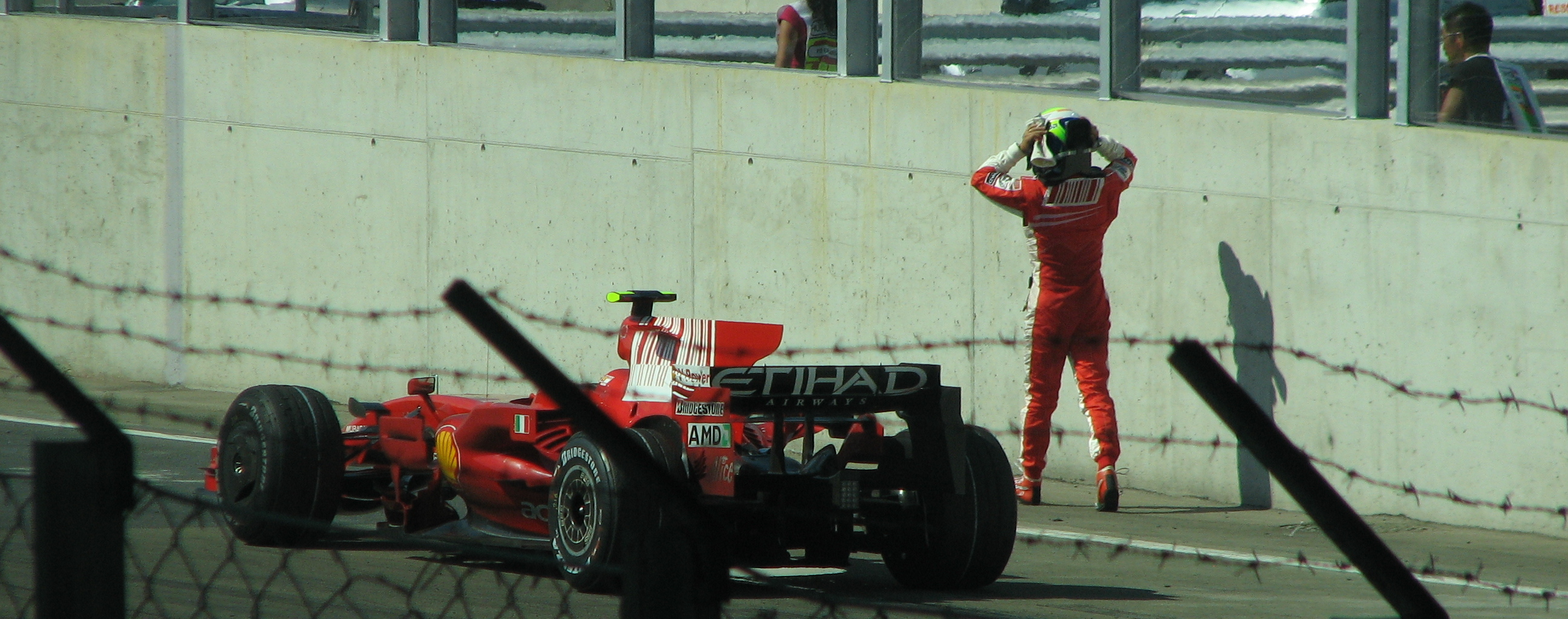
Felipe Massa lamentando após seu motor quebrar faltando três voltas para o final e enquanto liderava o GP da Hungria.

Pelo segundo final de semana consecutivo, Lewis Hamilton cravou a pole position, dessa vez no Grande Prêmio da Hungria, disputado no Hungaroring em Mogyoród, com um tempo de 1:20.899, largando a frente de Heikki Kovalainen em segundo e Felipe Massa em terceiro. Massa fez uma boa largada passando a frente de Kovalainen e dividindo a primeira curva ao lado de Hamilton, ultrapassando-o já nesta primeira oportunidade. A medida que a corrida avançava, Massa começou a abrir uma pequena vantagem sobre Hamilton, que passou a economizar combustível buscando ultrapassar Massa no final da corrida. Os mecânicos da McLaren cronometraram a parada de Massa para estimar a quantidade de combustível que ele recebeu, e quando Hamilton fez sua primeira parada na próxima volta, eles o abasteceram para correr três voltas a mais do que Massa. Durante as paradas da volta 29, três desses pilotos tiveram problemas durante o reabastecimento: Rubens Barrichello e Sébastien Bourdais sofreram incêndios repentinos, enquanto a mangueira de combustível de Nico Rosberg emperrou, fazendo com que ele perdesse tempo. Na liderança, Massa continuou a se afastar gradualmente de Hamilton, e a diferença entre os dois aumentou para cinco segundos no final da volta 40. Na volta seguinte, o pneu dianteiro esquerdo de Hamilton sofreu ao se aproximar da segunda curva. A volta lenta ao pit lane e a parada para trocar o pneu o deixou em décimo lugar. Massa agora tinha 23 segundos de vantagem sobre Kovalainen e desacelerou seu ritmo de acordo, ajustando o desempenho do motor para colocá-lo sob menos estresse mecânico. Nas últimas voltas, Kovalainen reduziu sua diferença de Massa para 15 segundos. No entanto, quando Massa abriu a volta 68, seu motor falhou, forçando-o a abandonar a liderança a três voltas do final, fazendo com que Kovalainen assumisse-a. Sendo assim, Kovalainen tornou-se o centésimo piloto da história da Fórmula 1 a vencer um Grande Prêmio. Timo Glock também obteve o melhor resultado da sua carreira com a segunda colocação, seu primeiro pódio. Kimi Raikkonen ficou com o terceiro lugar, apesar de uma falha na suspensão traseira de seu carro durante as últimas voltas.

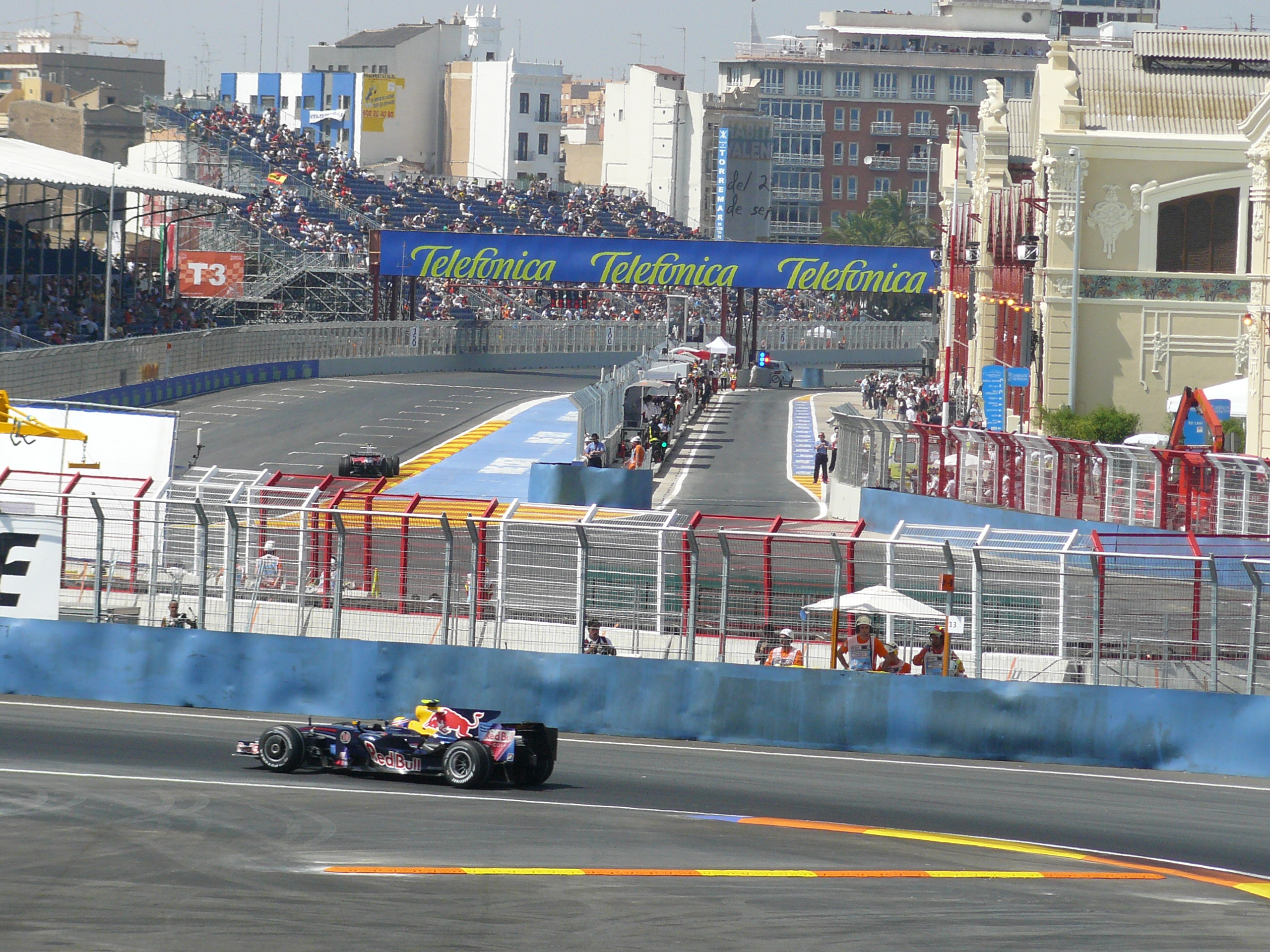
Mark Webber conquistou apenas a décima segunda colocação no GP da Europa, em Valência.

No retorno da categoria à Espanha na temporada, o Circuito Urbano de Valência recebeu o Grande Prêmio da Europa, onde Felipe Massa conquistou sua quarta pole position da temporada, com um tempo de 1:38.989, seguido no grid por Lewis Hamilton em segundo e Robert Kubica em terceiro. No início da corrida não havia previsão de chuva, a temperatura do ar era de 28°C (82°F) e a temperatura da pista era de 44°C (111°F). Os primeiros colocados da corrida começaram de forma limpa, sem incidentes, contudo na curva quatro Fernando Alonso e Kazuki Nakajima colidiram. Alonso abandonou sua corrida em casa, enquanto Nakajima realizou uma parada para troca do seu bico e continuou na corrida. Na sua última parada, a Ferrari liberou Massa de seu pit stop enquanto a Force India de Adrian Sutil se estava entrando no pit lane. Os carros não chegaram a colidir pois Massa recuou assim que percebeu o que havia acontecido. Este incidente foi considerado perigoso pela direção de prova e estava sendo investigado pelos comissários. Pouco depois, foi anunciado que o incidente seria investigado após a corrida. A Ferrari sofreu uma advertência pelos comissários e foi multada em dez mil euros, mas o brasileiro manteve sua vitória. Em um segundo erro de pit stop da Ferrari, Kimi Räikkönen deixou sua box com a mangueira de combustível ainda conectada em seu carro. O incidente deixou um mecânico da Ferrari com pequenos ferimentos e Raikkonen também perdeu uma posição. Massa venceu a corrida e as três primeiras posições mantiveram-se como na largada, com Hamilton em segundo e Kubica em terceiro.

### Vitória inédita na Itália e polêmica na primeira corrida noturna

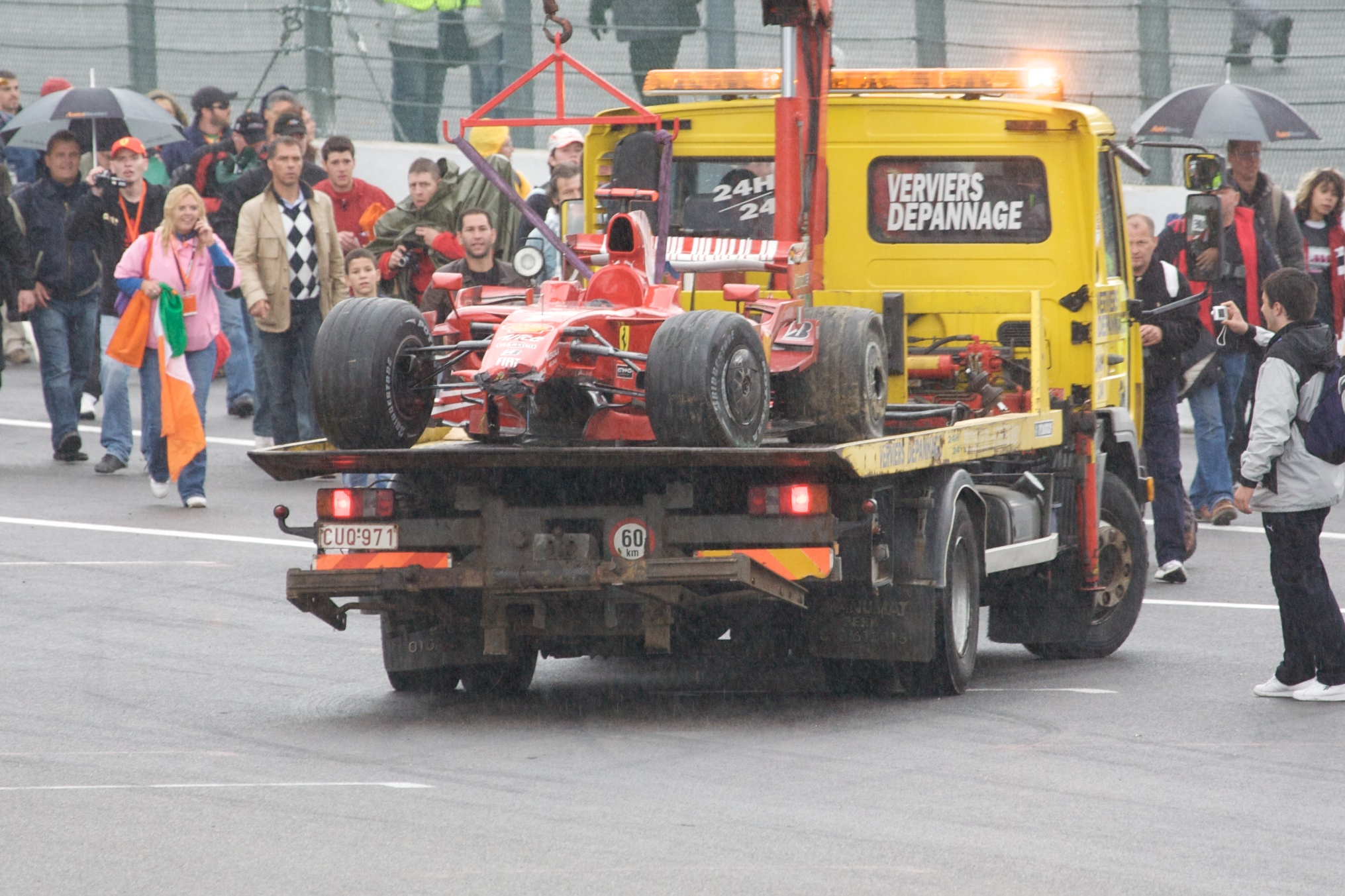
Ferrari acidentada de Kimi Raikkonen após um toque com Lewis Hamilton faltando duas voltas para o final da corrida.

No Grande Prêmio da Bélgica, Lewis Hamilton largou na pole pela quinta vez na temporada, marcando um tempo de 1:47.338 no Circuito de Spa-Francorchamps. Na primeira volta, ocorreram colisões entre Jarno Trulli e Sébastien Bourdais, Heikki Kovalainen e Nick Heidfeld, além de Giancarlo Fisichella e Kazuki Nakajima. Lewis Hamilton manteve a liderança, enquanto Kimi Raikkonen assumiu a segunda posição, ultrapassando seu companheiro de equipe, Felipe Massa, na reta Kemmel. Na segunda volta, Hamilton perdeu o controle do carro na curva La Source, sendo ultrapassado por Raikkonen pouco antes de chegar na Eau Rouge. Após dez voltas, Raikkonen abriu uma vantagem de três segundos sobre Hamilton, sendo este o primeiro dos líderes a entrar nas boxes na volta 11, seguido por Räikkönen uma volta depois. Massa e Fernando Alonso pararam na volta 13, com Heidfeld parando uma volta depois. Após a segunda parada dos pilotos, na volta 27, Raikkonen estava cinco segundos a frente de Hamilton, porém Hamilton passou a reduzir a vantagem. Uma chuva forte começou na volta 41. Hamilton diminuiu a diferença para Raikkonen para menos de um segundo. Hamilton tentou ultrapassar Raikkonen na chicane da Bus Stop, mas ele saiu da pista, tendo uma nova tentativa na curva La Source, conquistando a posição mas causando danos à asa dianteira de Raikkonen. Na próxima volta, Raikkonen girou por conta da chuva e devolveu a liderança para Hamilton. Raikkonen perdeu o controle de sua Ferrari na curva Blanchimont e colidiu com a barreira, abandonando a corrida. Hamilton foi o primeiro a cruzar a linha de chegada, seguido por Massa e Heidfeld. Porém, mesmo após o pódio já formado, duas horas após a corrida a FIA anunciou que Hamilton obteve vantagem ao cruzar a chicane da Bus Stop na tentativa de ultrapassar Raikkonen, recebendo uma punição de drive through e adicionando 25 segundos ao seu tempo final, passando a vitória da corrida para Massa e caindo para a terceira colocação.

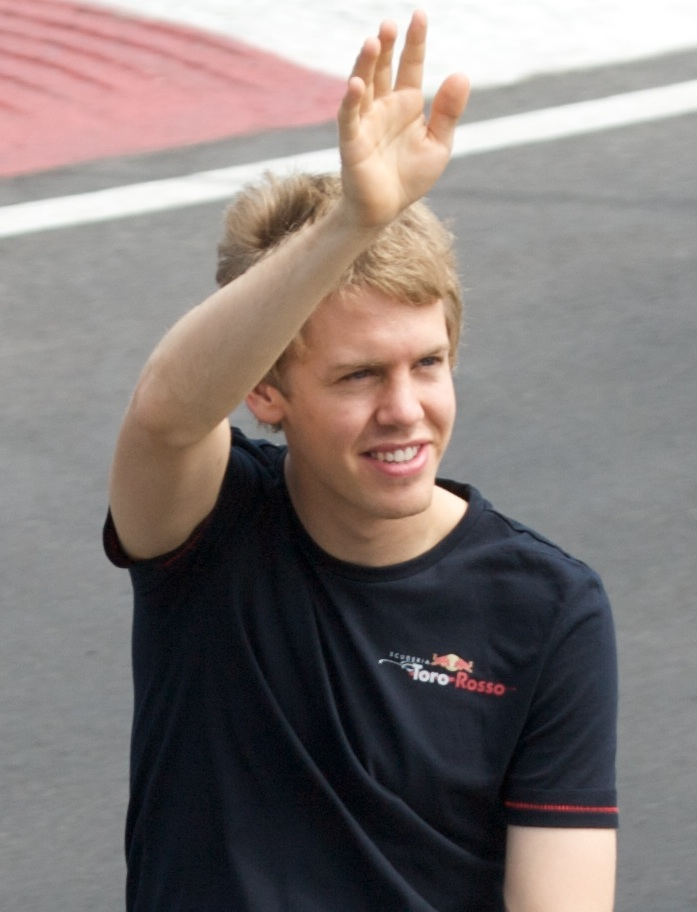
Sebastian Vettel da tornou-se o piloto mais jovem a marcar a pole position e vencer uma corrida na história da Fórmula 1 ao terminar na primeira colocação do GP da Itália.

No Grande Prêmio da Itália, após uma sessão chuvosa de classificação, Sebastian Vettel da Toro Rosso-Ferrari marcou um tempo de 1:37.555, conquistando a primeira pole position da temporada e da carreira. A corrida iniciou atrás do safety car, pois uma forte chuva impossibilitava a largada normal. O safety car entrou no pit lane ao final da segunda volta. Vettel manteve a liderança na primeira curva, seguido por Heikki Kovalainen em segundo e Mark Webber em terceiro. Vettel abriu uma diferença de dois segundos sobre Kovalainen, que enfrentou dificuldade de visibilidade por conta da água que era lançada pelo carro a frente. Na oitava volta, a diferença de Vettel sobre Kovalainen já estava em 6,3 segundos. Na volta 13, Felipe Massa ultrapassou Nico Rosberg para conquistar o quarto lugar, havendo repetidas disputas entre os pilotos nas três voltas seguintes, com Massa consolidando a quarta posição na volta 15. Vettel foi para os boxes na volta 18, sendo seguido por Kovalainen, Webber e Massa quatro voltas depois. Webber foi ultrapassado na curva oito por Massa na volta 35, rodando após a curva mas conseguindo retornar na sétima colocação, com Massa conquistando a quarta. Com estratégia de parada única, Robert Kubica assumiu a terceira colocação. Uma volta depois, no entanto, Lewis Hamilton ultrapassou Webber na curva três. Sebastian Vettel cruzou a linha de chegada na volta 53 com 12,5 segundos de vantagem sobre Kovalainen, tornando-se o piloto mais jovem na história da Fórmula 1 a vencer um Grande Prêmio, com Kubica na terceira posição.

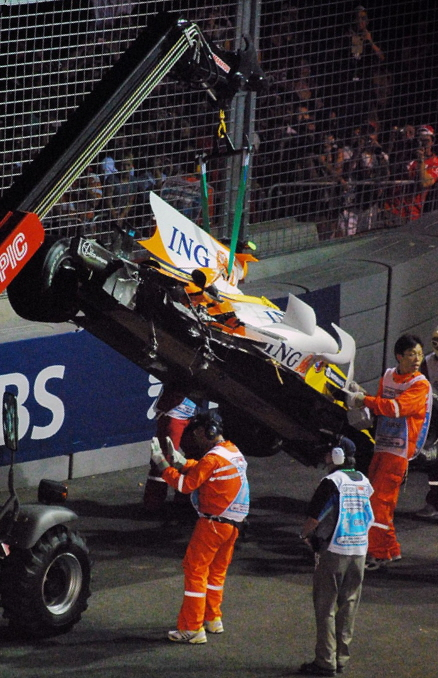
Carro de Nelson Piquet Jr após sofrer um acidente controverso, que resultou no escândalo conhecido como Crashgate.

O Grande Prêmio de Singapura de 2008 foi a primeira corrida da história da Fórmula 1 a ser realizada à noite, e contou com a quinta pole position de Felipe Massa na temporada, com um tempo de 1:44.801, seguido no grid por Lewis Hamilton em segundo e Kimi Raikkonen em terceiro. Durante a volta de aquecimento da corrida, Nelson Piquet Jr. rodou na Curva 23, mas se recuperou imediatamente. Na largada, Massa, Hamilton e Räikkönen passaram a primeira sequência de curvas com segurança e mantiveram suas posições. Depois de dez voltas, Massa construiu uma vantagem de mais de três segundos para Hamilton e Räikkönen estava mais sete segundos atrás de Hamilton. Na volta 12, Alonso foi o primeiro piloto a entrar nas boxes. Duas voltas depois, seu companheiro de equipe Nelson Piquet Jr. perdeu o controle do carro e bateu no muro da curva 17. Isso resultou no primeiro período de safety car da corrida. Nos boxes, a Ferrari liberou Massa ainda com a mangueira de combustível presa ao carro, espalhando combustível por todo o pit lane e sendo obrigado a parar ao final do pit para a retirada da mangueira. Nico Rosberg passou a liderar a corrida até receber uma punição de dez segundos, juntamente com Robert Kubica, por entrar nos boxes enquanto estava fechado, enquanto Massa recebeu uma punição de drive through por deixar os boxes de forma perigosa. Com isso, Alonso assumiu a liderança da corrida. Após 45 voltas, Alonso abriu uma vantagem para Timo Glock na segunda colocação em pouco mais de seis segundos e Rosberg por mais onze segundos, em terceiro. Após a parada de Glock, Rosberg assumiu a segunda colocação. Na volta 50, Adrian Sutil rodou na curva dez e danificou a suspensão dianteira, abandonando a prova e trazendo novamente o safety car, que saiu na volta 52. Fernando Alonso manteve sua liderança sobre Rosberg e conquistou sua primeira vitória pela Renault desde seu retorno à equipe. Rosberg manteve a segunda posição e Hamilton ficou com a terceira. Após a corrida, um escândalo envolvendo a equipe Renault tomou conta do noticiário por causa do acidente que envolveu Piquet na volta 14 (ver seção Crashgate).

### Encerramento da temporada

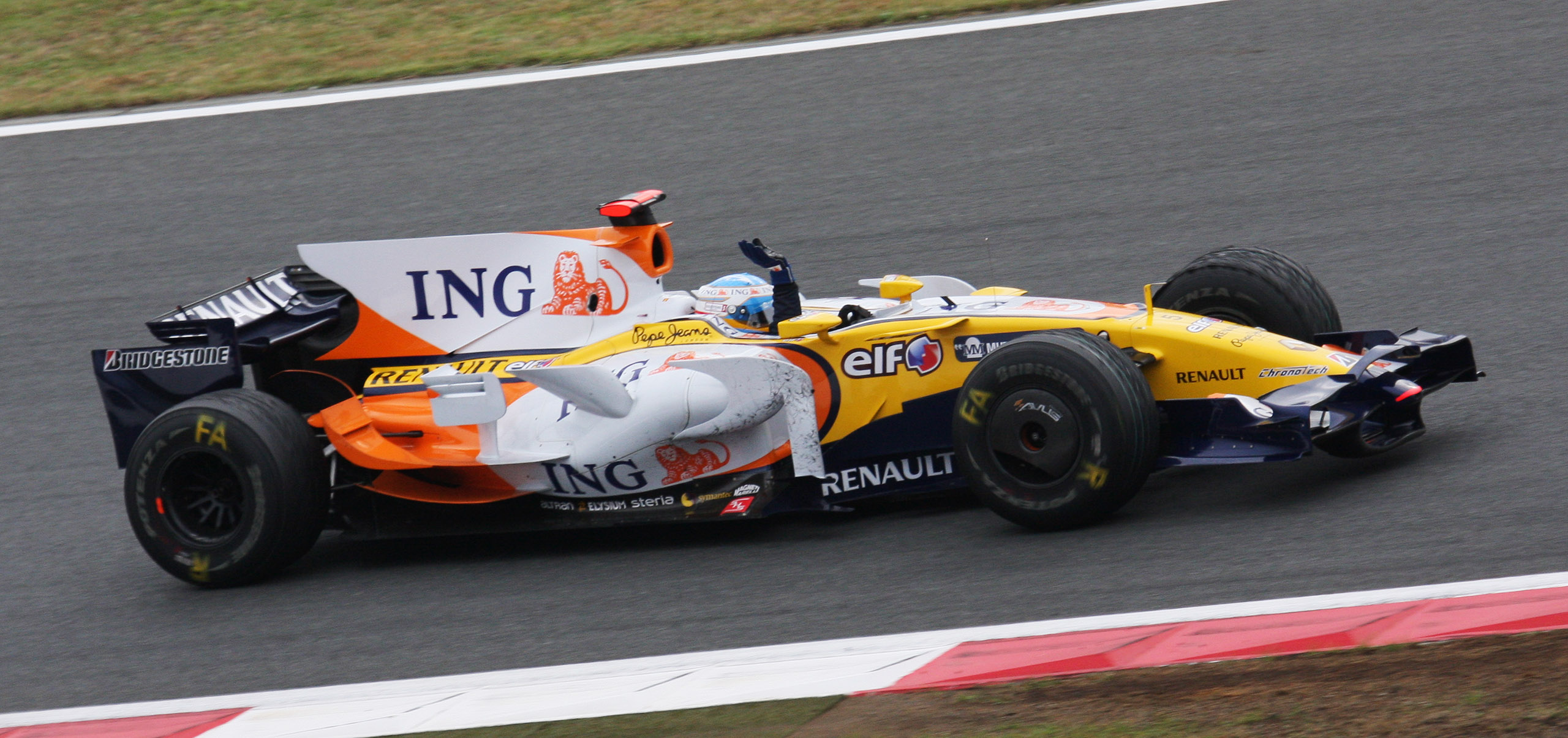
Fernando Alonso conquistou sua segunda vitória consecutiva no campeonato após vencer o GP do Japão.

No retorno à Ásia, Lewis Hamilton marcou sua sexta pole position no campeonato durante o Grande Prêmio do Japão, com um tempo de 1:18.404, sendo seguido no grid por Kimi Raikkonen e Heikki Kovalainen. Raikkonen largou melhor que Hamilton e dividiu a primeira curva com ele, fazendo com que Hamilton travasse as rodas e fosse na direção de Raikkonen, que ao se defender colidiu com Kovalainen, fazendo com que os três pilotos saíssem da pista e Robert Kubica assumiu a liderança, seguido por Fernando Alonso e Kovalainen. Na segunda volta, Felipe Massa perdeu o ponto de freada da curva 10 e colidiu com Hamilton, fazendo com que este rodasse na pista e fosse forçado a fazer uma parada para troca de pneus e reabastecimento, o retornando para a pista em 18.º lugar. Na volta 17, Massa e Hamilton receberam penalidades de drive through, pelas colisões que haviam provocado nas duas primeiras voltas, com Hamilton cumprindo a punição na mesma volta e Massa na volta seguinte. Na volta 17, após as paradas de Kubica e Raikkonen, Kovalainen enfrentou problemas de motor e abandonou a corrida. Alonso parou na volta seguinte e retornou na liderança da corrida, abrindo oito segundos de vantagem nas voltas seguintes. Na volta 51, enquanto Sébastien Bourdais saía do pit lane, Massa que estava em oitavo tentou ultrapassá-lo mas colidiram na primeira curva, fazendo com que Massa rodasse na pista e voltasse atrás de Bourdais. Na volta 55, Raikkonen tentou ultrapassar Kubica para retomar a segunda colocação, porém sem sucesso. Fernando Alonso cruzou a linha de chegada na volta 67 para conquistar sua segunda vitória consecutiva da temporada, cinco segundos a frente de Kubica e seis a frente de Raikkonen, na terceira colocação.

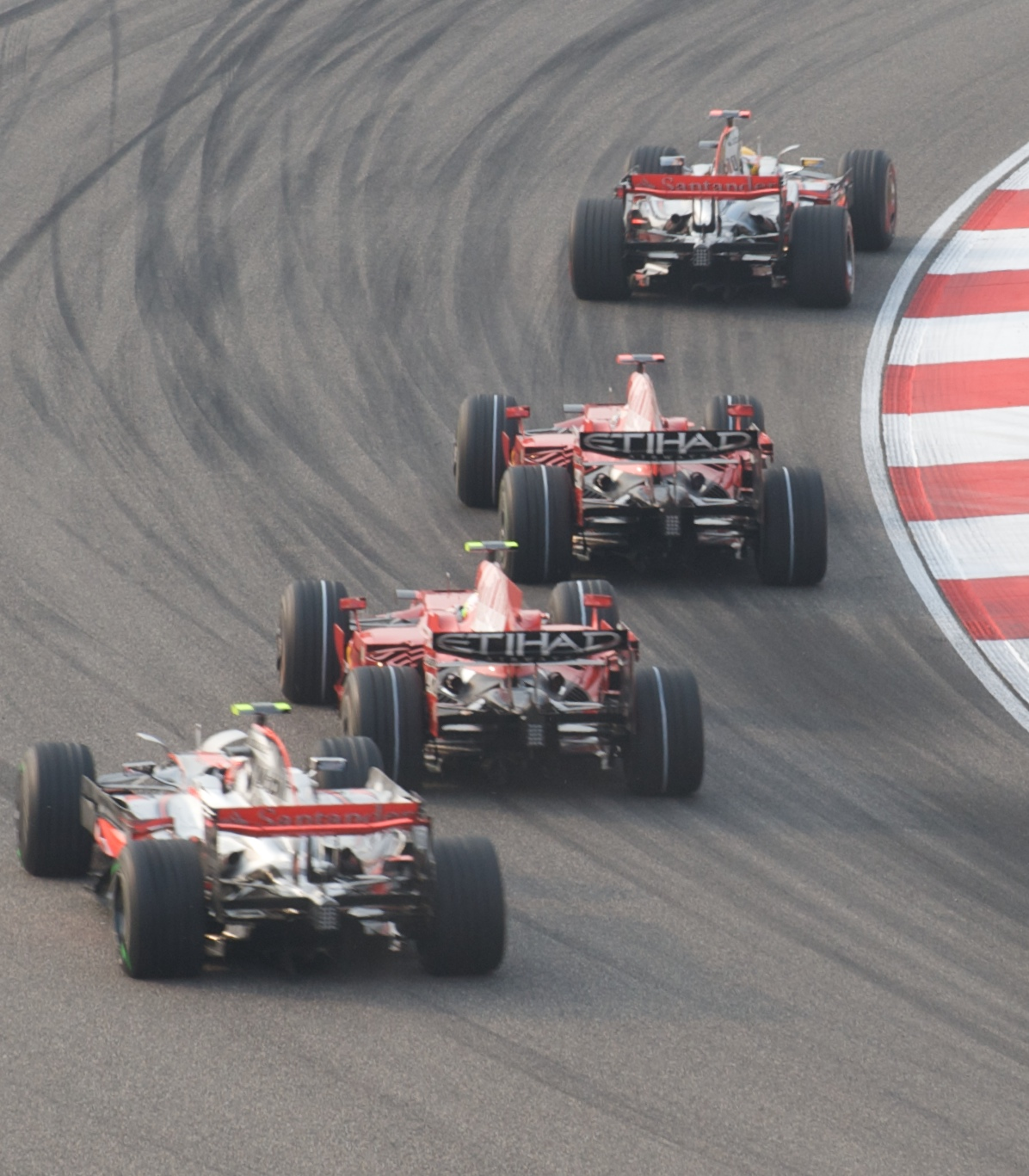
Líderes da prova disputando posição durante a primeira volta do GP da China

Na penúltima etapa, no Grande Prêmio da China, Lewis Hamilton conquistou novamente a pole position, sua sétima no campeonato, marcando um tempo de 1:36.303, seguido no grid por Kimi Raikkonen e Felipe Massa. Hamilton largou bem e manteve sua liderança na primeira curva. Hamilton aumentou sua vantagem para Raikkonen até a volta 10, quando ele começou a diminuir a diferença. Massa e Fernando Alonso fizeram sua parada na volta 14, enquanto estavan na terceira e quarta posições, seguidos por Hamilton e Raikkonen que pararam na volta seguinte, quando Heikki Kovalainen assumiu a liderança provisória.. Hamilton retomou a liderança na volta 18, quando abriu sete segundos de vantagem para Raikkonen e 14 segundos para Massa. Kovalainen sofreu um furo na volta 35, sendo forçado a realizar mais uma parada nos boxes e voltando para a pista na 17ª colocação. A diferença entre os pilotos da Ferrari começou a diminuir e Massa ultrapassou Raikkonen na reta oposta na volta 49, para assumir o segundo lugar da corrida. Lewis Hamilton conquistou sua quinta vitória da temporada quando cruzou a linha no final da volta 56, pouco mais de 15 segundos a frente de Massa na segunda colocação, com Raikkonen em terceiro.

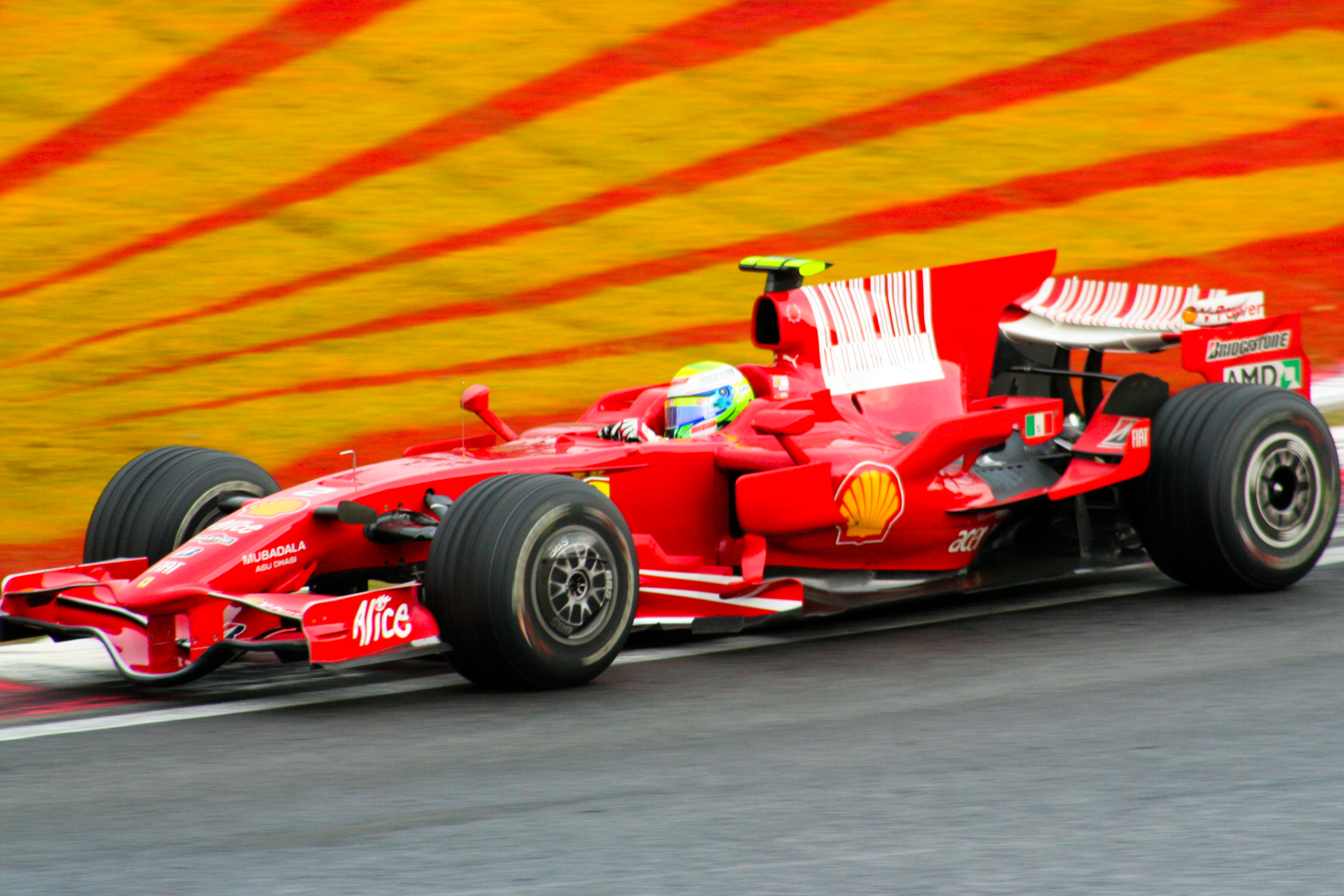
Felipe Massa cruzou a linha de chegada do GP do Brasil como campeão mundial, mas perdeu o título após ultrapassagem de Lewis Hamilton sobre Timo Glock na última curva.

No encerramento da temporada, no Grande Prêmio do Brasil, a diferença entre Lewis Hamilton e Felipe Massa era de apenas sete pontos. A pole position foi conquistada pelo brasileiro Felipe Massa, que marcou um tempo de 1:12.368, sendo seguido no grid por Jarno Trulli em segundo e Kimi Raikkonen em terceiro. Massa manteve a liderança da corrida na primeira curva, seguido por Trulli, Raikkonen, Hamilton e Heikki Kovalainen. Dois acidentes, envolvendo David Coulthard e Nelson Piquet Jr. causaram a entrada do carro de segurança no final da primeira volta. Na volta 11, todos os pilotos nas seis primeiras posições fizeram suas paradas e trocaram os pneus para os macios. Hamilton permaneceu atrás de Fisichella na sexta colocação e, apesar de seu carro estar mais rápido, ele não conseguiu ultrapassá-lo até a 18ª volta. Timo Glock reabasteceu na volta 36, para que completasse a corrida sem parar novamente. Massa fez sua parada na volta 38, enquanto Fernando Alonso e Hamilton pararam duas voltas depois. Quando Raikkonen parou na volta 43, Massa recuperou a liderança e ficou à frente de Alonso. A chuva leve começou a cair na volta 63. Alonso e Raikkonen fizeram mais uma parada na volta 65, enquanto Hamilton e Sebastian Vettel pararam e colocaram pneus intermediários na volta seguinte. Glock permaneceu com seus pneus de pista seca e subiu para a quarta posição. Massa parou na volta 67, fazendo com que os dez primeiros, com exceção de Glock, estivessem com pneus intermediários. A chuva piorou a partir da volta 69, quando Vettel assumiu a quinta posição. Quando Massa cruzou a linha de chegada para ganhar a corrida, Hamilton passou Vettel e assumiu a sexta colocação. Os dois ainda passaram Glock nos momentos finais, já que ele era o único com pneus de pista seca. Ao terminar a corrida na quinta posição, Hamilton conquistou o campeonato mundial com um ponto de diferença de Massa, sendo o piloto mais jovem a conquistar um campeonato mundial até o título de Vettel em 2010. O terceiro lugar de Raikkonen atrás de Alonso foi suficiente para garantir à Ferrari o título dos construtores e a terceira colocação de Raikkonen no campeonato de pilotos.

## Resultados e classificação

### Grandes Prêmios
| Etapa | Grande Prêmio                 | Pole position     | Tempo    | Volta mais rápida | Tempo    | Vencedor          | Construtor         | Descrição |
| ----- | ----------------------------- | ----------------- | -------- | ----------------- | -------- | ----------------- | ------------------ | --------- |
| 1     | Grande Prêmio da Austrália    | Lewis Hamilton    | 1:26.714 | Heikki Kovalainen | 1:27.418 | Lewis Hamilton    | McLaren-Mercedes   | Descrição |
| 2     | Grande Prêmio da Malásia      | Felipe Massa      | 1:35.748 | Nick Heidfeld     | 1:35.366 | Kimi Räikkönen    | Ferrari            | Descrição |
| 3     | Grande Prêmio do Barém        | Robert Kubica     | 1:33.096 | Heikki Kovalainen | 1:33.193 | Felipe Massa      | Ferrari            | Descrição |
| 4     | Grande Prêmio da Espanha      | Kimi Räikkönen    | 1:21.813 | Kimi Räikkönen    | 1:21.670 | Kimi Räikkönen    | Ferrari            | Descrição |
| 5     | Grande Prêmio da Turquia      | Felipe Massa      | 1:27.617 | Kimi Räikkönen    | 1:26.506 | Felipe Massa      | Ferrari            | Descrição |
| 6     | Grande Prêmio de Mônaco       | Felipe Massa      | 1:15.787 | Kimi Räikkönen    | 1:16.689 | Lewis Hamilton    | McLaren-Mercedes   | Descrição |
| 7     | Grande Prêmio do Canadá       | Lewis Hamilton    | 1:17.886 | Kimi Räikkönen    | 1:17.387 | Robert Kubica     | BMW Sauber         | Descrição |
| 8     | Grande Prêmio da França       | Kimi Räikkönen    | 1:16.449 | Kimi Räikkönen    | 1:16.630 | Felipe Massa      | Ferrari            | Descrição |
| 9     | Grande Prêmio da Grã-Bretanha | Heikki Kovalainen | 1:21.049 | Kimi Raikkonen    | 1:32.150 | Lewis Hamilton    | McLaren-Mercedes   | Descrição |
| 10    | Grande Prêmio da Alemanha     | Lewis Hamilton    | 1:15.666 | Nick Heidfeld     | 1:15.987 | Lewis Hamilton    | McLaren-Mercedes   | Descrição |
| 11    | Grande Prêmio da Hungria      | Lewis Hamilton    | 1:20.899 | Kimi Raikkonen    | 1:21.195 | Heikki Kovalainen | McLaren-Mercedes   | Descrição |
| 12    | Grande Prêmio da Europa       | Felipe Massa      | 1:38.989 | Felipe Massa      | 1:38.708 | Felipe Massa      | Ferrari            | Descrição |
| 13    | Grande Prêmio da Bélgica      | Lewis Hamilton    | 1:47.338 | Kimi Raikkonen    | 1:47.930 | Felipe Massa      | Ferrari            | Descrição |
| 14    | Grande Prêmio da Itália       | Sebastian Vettel  | 1:37.555 | Kimi Raikkonen    | 1:28.047 | Sebastian Vettel  | Toro Rosso-Ferrari | Descrição |
| 15    | Grande Prêmio de Singapura    | Felipe Massa      | 1:44.801 | Kimi Raikkonen    | 1:45.599 | Fernando Alonso   | Renault            | Descrição |
| 16    | Grande Prêmio do Japão        | Lewis Hamilton    | 1:18.404 | Felipe Massa      | 1:18.426 | Fernando Alonso   | Renault            | Descrição |
| 17    | Grande Prêmio da China        | Lewis Hamilton    | 1:36.303 | Lewis Hamilton    | 1:36.325 | Lewis Hamilton    | McLaren-Mercedes   | Descrição |
| 18    | Grande Prêmio do Brasil       | Felipe Massa      | 1:12.368 | Felipe Massa      | 1:13.736 | Felipe Massa      | Ferrari            | Descrição |

### Sistema de pontuação
Uma pontuação é atribuída a cada piloto que terminou entre os oito melhores em cada corrida. O sistema de pontuação desta temporada foi o mesmo utilizado desde 2003 e que vigorou até 2009, concedendo dez pontos ao vencedor, oito pontos ao segundo colocado e seis pontos ao terceiro colocado, fornecendo uma pontuação decrescente aos pilotos que conquistarem as posições subsequentes.
| Posição | 1.º | 2.º | 3.º | 4.º | 5.º | 6.º | 7.º | 8.º |
| Pontos  | 10  | 8   | 6   | 5   | 4   | 3   | 2   | 1   |

Em caso de empate na pontuação final de pilotos ou construtores, o primeiro critério de desempate a ser adotado é o número de vitórias; caso não seja possível atribuir uma posição mesmo assim, será considerado o piloto que tiver atingido a melhor posição de chegada em alguma das corridas.

### Campeonato de Pilotos
| Pos. | No. | Piloto               | AUS | MAL | BAR | ESP | TUR | MON | CAN | FRA | GBR | ALE | HUN | EUR | BEL | ITA | SIN | JAP | CHN | BRA | Pts. |
| ---- | --- | -------------------- | --- | --- | --- | --- | --- | --- | --- | --- | --- | --- | --- | --- | --- | --- | --- | --- | --- | --- | ---- |
| 1    | 22  | Lewis Hamilton       | 1   | 5   | 13  | 3   | 2   | 1   | Ret | 10  | 1   | 1   | 5   | 2   | 3   | 7   | 3   | 12  | 1   | 5   | 98   |
| 2    | 2   | Felipe Massa         | Ret | Ret | 1   | 2   | 1   | 3   | 5   | 1   | 13  | 3   | 17† | 1   | 1   | 6   | 13  | 7   | 2   | 1   | 97   |
| 3    | 1   | Kimi Räikkönen       | 8†  | 1   | 2   | 1   | 3   | 9   | Ret | 2   | 4   | 6   | 3   | Ret | 18† | 9   | 15† | 3   | 3   | 3   | 75   |
| 4    | 4   | Robert Kubica        | Ret | 2   | 3   | 4   | 4   | 2   | 1   | 5   | Ret | 7   | 8   | 3   | 6   | 3   | 11  | 2   | 6   | 11  | 75   |
| 5    | 5   | Fernando Alonso      | 4   | 8   | 10  | Ret | 6   | 10  | Ret | 8   | 6   | 11  | 4   | Ret | 4   | 4   | 1   | 1   | 4   | 2   | 61   |
| 6    | 3   | Nick Heidfeld        | 2   | 6   | 4   | 9   | 5   | 14  | 2   | 13  | 2   | 4   | 10  | 9   | 2   | 5   | 6   | 9   | 5   | 10  | 60   |
| 7    | 23  | Heikki Kovalainen    | 5   | 3   | 5   | Ret | 12  | 8   | 9   | 4   | 5   | 5   | 1   | 4   | 10† | 2   | 10  | Ret | Ret | 7   | 53   |
| 8    | 15  | Sebastian Vettel     | Ret | Ret | Ret | Ret | 17  | 5   | 8   | 12  | Ret | 8   | Ret | 6   | 5   | 1   | 5   | 6   | 9   | 4   | 35   |
| 9    | 11  | Jarno Trulli         | Ret | 4   | 6   | 8   | 10  | 13  | 6   | 3   | 7   | 9   | 7   | 5   | 16  | 13  | Ret | 5   | Ret | 8   | 31   |
| 10   | 12  | Timo Glock           | Ret | Ret | 9   | 11  | 13  | 12  | 4   | 11  | 12  | Ret | 2   | 7   | 9   | 11  | 4   | Ret | 7   | 6   | 25   |
| 11   | 10  | Mark Webber          | Ret | 7   | 7   | 5   | 7   | 4   | 12  | 6   | 10  | Ret | 9   | 12  | 8   | 8   | Ret | 8   | 14  | 9   | 21   |
| 12   | 6   | Nelson Piquet Jr.    | Ret | 11  | Ret | Ret | 15  | Ret | Ret | 7   | Ret | 2   | 6   | 11  | Ret | 10  | Ret | 4   | 8   | Ret | 19   |
| 13   | 7   | Nico Rosberg         | 3   | 14  | 8   | Ret | 8   | Ret | 10  | 16  | 9   | 10  | 14  | 8   | 12  | 14  | 2   | 11  | 15  | 12  | 17   |
| 14   | 17  | Rubens Barrichello   | DSQ | 13  | 11  | Ret | 14  | 6   | 7   | 14  | 3   | Ret | 16  | 16  | Ret | 17  | Ret | 13  | 11  | 15  | 11   |
| 15   | 8   | Kazuki Nakajima      | 6   | 17  | 14  | 7   | Ret | 7   | Ret | 15  | 8   | 14  | 13  | 15  | 14  | 12  | 8   | 15  | 12  | 17  | 9    |
| 16   | 9   | David Coulthard      | Ret | 9   | 18  | 12  | 9   | Ret | 3   | 9   | Ret | 13  | 11  | 17  | 11  | 16  | 7   | Ret | 10  | Ret | 8    |
| 17   | 14  | Sébastien Bourdais   | 7†  | Ret | 15  | Ret | Ret | Ret | 13  | 17  | 11  | 12  | 18  | 10  | 7   | 18  | 12  | 10  | 13  | 14  | 4    |
| 18   | 16  | Jenson Button        | Ret | 10  | Ret | 6   | 11  | 11  | 11  | Ret | Ret | 17  | 12  | 13  | 15  | 15  | 9   | 14  | 16  | 13  | 3    |
| 19   | 21  | Giancarlo Fisichella | Ret | 12  | 12  | 10  | Ret | Ret | Ret | 18  | Ret | 16  | 15  | 14  | 17  | Ret | 14  | Ret | 17  | 18  | 0    |
| 20   | 20  | Adrian Sutil         | Ret | Ret | 19  | Ret | 16  | Ret | Ret | 19  | Ret | 15  | Ret | Ret | 13  | 19  | Ret | Ret | Ret | 16  | 0    |
| 21   | 18  | Takuma Sato          | Ret | 16  | 17  | 13  | NP  | NP  | NP  | NP  | NP  | NP  | NP  | NP  | NP  | NP  | NP  | NP  | NP  | NP  | 0    |
| 22   | 19  | Anthony Davidson     | Ret | 15  | 16  | Ret | NP  | NP  | NP  | NP  | NP  | NP  | NP  | NP  | NP  | NP  | NP  | NP  | NP  | NP  | 0    |
| Pos. | No. | Piloto               | AUS | MAL | BAR | ESP | TUR | MON | CAN | FRA | GBR | ALE | HUN | EUR | BEL | ITA | SIN | JAP | CHN | BRA | Pts. |

| Cor        | Resultado             |
| ---------- | --------------------- |
| Ouro       | Vencedor              |
| Prata      | 2.º lugar             |
| Bronze     | 3.º lugar             |
| Verde      | Terminou, nos pontos  |
| Azul       | Terminou, sem pontos  |
| Púrpura    | Ret – Retirou-se      |
| Vermelho   | NQ – Não qualificado  |
| Preto      | DSQ – Desqualificado  |
| Branco     | NL – Não largou       |
| Branco     | C – Corrida cancelada |
| Azul claro | AT – Apenas Treino    |
| Sem cor    | NP – Não participou   |
| Sem cor    | Les – Lesionado       |
| Sem cor    | EX – Excluído         |

### Campeonato de Construtores
A pontuação de cada construtor é definida pela soma da pontuação de seus dois pilotos no campeonato regular. Em caso de empate na pontuação final de pilotos ou construtores, o primeiro critério de desempate a ser adotado é o número de vitórias; caso não seja possível atribuir uma posição mesmo assim, será considerado o piloto que tiver atingido a melhor posição de chegada em alguma das corridas.
| Pos. | Construtor          | No. | AUS | MAL | BAR | ESP | TUR | MON | CAN | FRA | GBR | ALE | HUN | EUR | BEL | ITA | SIN | JAP | CHN | BRA | Pts. |
| ---- | ------------------- | --- | --- | --- | --- | --- | --- | --- | --- | --- | --- | --- | --- | --- | --- | --- | --- | --- | --- | --- | ---- |
| 1    | Ferrari             | 1   | 8†  | 1   | 2   | 1   | 3   | 9   | Ret | 2   | 4   | 6   | 3   | Ret | 18† | 9   | 15† | 3   | 3   | 3   | 172  |
| 1    | Ferrari             | 2   | Ret | Ret | 1   | 2   | 1   | 3   | 5   | 1   | 13  | 3   | 17† | 1   | 1   | 6   | 13  | 7   | 2   | 1   | 172  |
| 2    | McLaren-Mercedes    | 22  | 1   | 5   | 13  | 3   | 2   | 1   | Ret | 10  | 1   | 1   | 5   | 2   | 3   | 7   | 3   | 12  | 1   | 5   | 151  |
| 2    | McLaren-Mercedes    | 23  | 5   | 3   | 5   | Ret | 12  | 8   | 9   | 4   | 5   | 5   | 1   | 4   | 10  | 2   | 10  | Ret | Ret | 7   | 151  |
| 3    | BMW Sauber          | 3   | 2   | 6   | 4   | 9   | 5   | 14  | 2   | 13  | 2   | 4   | 10  | 9   | 2   | 5   | 6   | 9   | 5   | 10  | 135  |
| 3    | BMW Sauber          | 4   | Ret | 2   | 3   | 4   | 4   | 2   | 1   | 5   | Ret | 7   | 8   | 3   | 6   | 3   | 11  | 2   | 6   | 11  | 135  |
| 4    | Renault             | 5   | 4   | 8   | 10  | Ret | 6   | 10  | Ret | 8   | 6   | 11  | 4   | Ret | 4   | 4   | 1   | 1   | 4   | 2   | 80   |
| 4    | Renault             | 6   | Ret | 11  | Ret | Ret | 15  | Ret | Ret | 7   | Ret | 2   | 6   | 11  | Ret | 10  | Ret | 4   | 8   | Ret | 80   |
| 5    | Toyota              | 11  | Ret | 4   | 6   | 8   | 10  | 13  | 6   | 3   | 7   | 9   | 7   | 5   | 16  | 11  | Ret | 5   | Ret | 8   | 56   |
| 5    | Toyota              | 12  | Ret | Ret | 9   | 11  | 13  | 12  | 4   | 11  | 12  | Ret | 2   | 7   | 9   | 13  | 4   | Ret | 7   | 6   | 56   |
| 6    | Toro Rosso-Ferrari  | 14  | 7†  | Ret | 15  | Ret | Ret | Ret | 13  | 17  | 11  | 12  | 18  | 10  | 7   | 18  | 12  | 10  | 13  | 14  | 39   |
| 6    | Toro Rosso-Ferrari  | 15  | Ret | Ret | Ret | Ret | 17  | 5   | 8   | 12  | Ret | 8   | Ret | 6   | 5   | 1   | 5   | 6   | 9   | 4   | 39   |
| 7    | Red Bull-Renault    | 9   | Ret | 9   | 18  | 12  | 9   | Ret | 3   | 9   | Ret | 13  | 11  | 17  | 11  | 16  | 7   | Ret | 10  | Ret | 29   |
| 7    | Red Bull-Renault    | 10  | Ret | 7   | 7   | 5   | 7   | 4   | 12  | 6   | 10  | Ret | 9   | 12  | 8   | 8   | Ret | 8   | 14  | 9   | 29   |
| 8    | Williams-Toyota     | 7   | 3   | 14  | 8   | Ret | 8   | Ret | 10  | 16  | 9   | 10  | 14  | 8   | 12  | 14  | 2   | 11  | 15  | 12  | 26   |
| 8    | Williams-Toyota     | 8   | 6   | 17  | 14  | 7   | Ret | 7   | Ret | 15  | 8   | 14  | 13  | 15  | 14  | 12  | 8   | 15  | 12  | 17  | 26   |
| 9    | Honda               | 16  | Ret | 10  | Ret | 6   | 11  | 11  | 11  | Ret | Ret | 17  | 12  | 13  | 15  | 15  | 9   | 14  | 16  | 13  | 14   |
| 9    | Honda               | 17  | DSQ | 13  | 11  | Ret | 14  | 6   | 7   | 14  | 3   | Ret | 16  | 16  | Ret | 17  | Ret | 13  | 11  | 15  | 14   |
| 10   | Force India-Ferrari | 20  | Ret | Ret | 19  | Ret | 16  | Ret | Ret | 19  | Ret | 15  | Ret | Ret | 13  | 19  | Ret | Ret | Ret | 16  | 0    |
| 10   | Force India-Ferrari | 21  | Ret | 12  | 12  | 10  | Ret | Ret | Ret | 18  | Ret | 16  | 15  | 14  | 17  | Ret | 14  | Ret | 17  | 18  | 0    |
| 11   | Super Aguri-Honda   | 18  | Ret | 16  | 17  | 13  | NP  | NP  | NP  | NP  | NP  | NP  | NP  | NP  | NP  | NP  | NP  | NP  | NP  | NP  | 0    |
| 11   | Super Aguri-Honda   | 19  | Ret | 15  | 16  | Ret | NP  | NP  | NP  | NP  | NP  | NP  | NP  | NP  | NP  | NP  | NP  | NP  | NP  | NP  | 0    |
| Pos. | Construtor          | No. | AUS | MAL | BAR | ESP | TUR | MON | CAN | FRA | GBR | ALE | HUN | EUR | BEL | ITA | SIN | JAP | CHN | BRA | Pts. |

| Cor        | Resultado             |
| ---------- | --------------------- |
| Ouro       | Vencedor              |
| Prata      | 2.º lugar             |
| Bronze     | 3.º lugar             |
| Verde      | Terminou, nos pontos  |
| Azul       | Terminou, sem pontos  |
| Púrpura    | Ret – Retirou-se      |
| Vermelho   | NQ – Não qualificado  |
| Preto      | DSQ – Desqualificado  |
| Branco     | NL – Não largou       |
| Branco     | C – Corrida cancelada |
| Azul claro | AT – Apenas Treino    |
| Sem cor    | NP – Não participou   |
| Sem cor    | Les – Lesionado       |
| Sem cor    | EX – Excluído         |

## Controvérsias

### Casos de racismo na Espanha

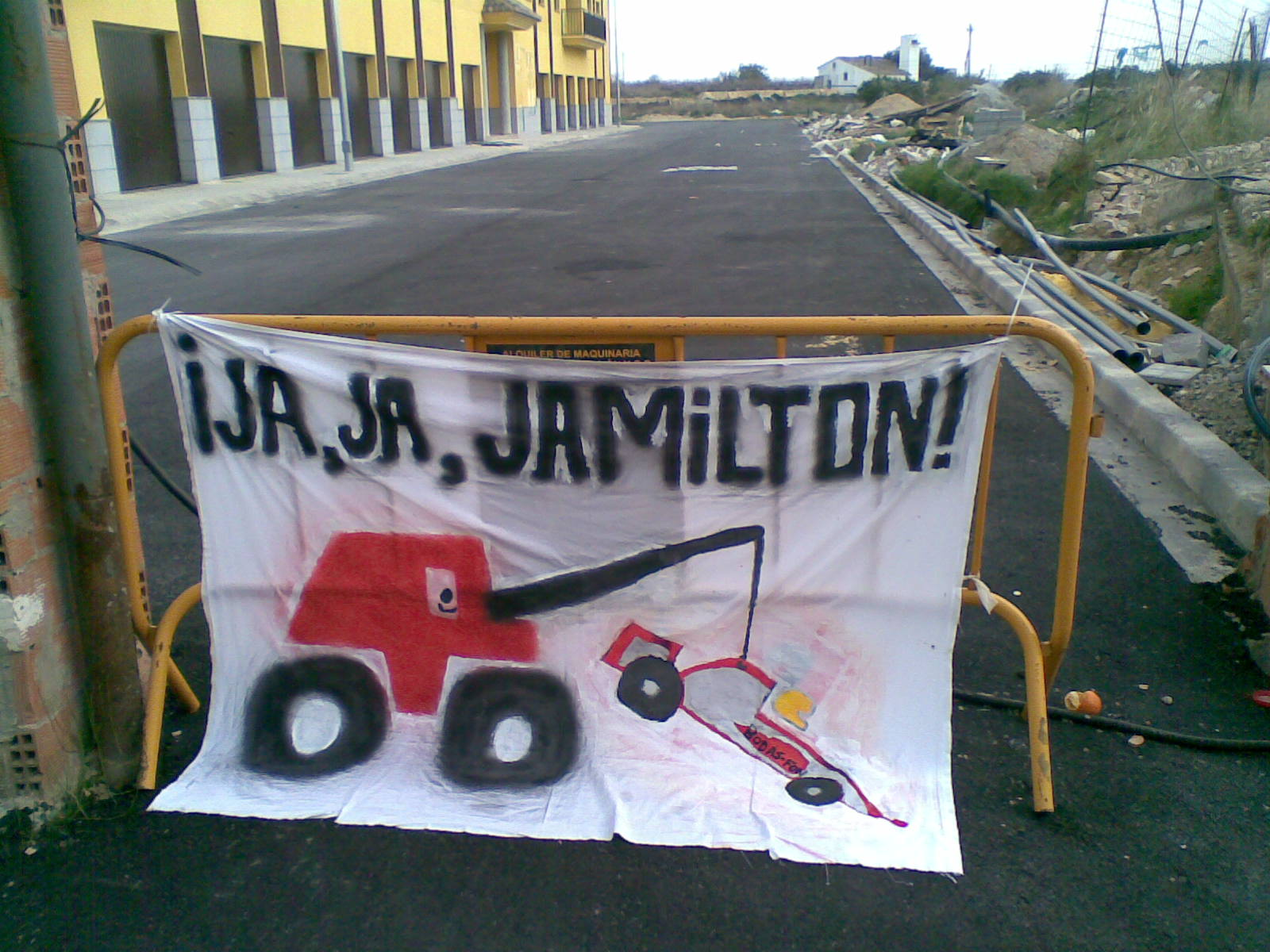
Cartaz criado por torcedores espanhóis durante os testes da pré-temporada, zombando de Hamilton.

Durante o campeonato de 2007, ocorreu a ida do então campeão Fernando Alonso para a McLaren, enquanto Lewis Hamilton fazia sua estreia na Fórmula 1 vindo de um título GP2 Series em 2006. Superando todas as expectativas em sua temporada inicial, conquistou pódio em nove das dez corridas iniciais, vencendo quatro corridas ao longo da temporada, sendo considerado por muitos analistas como o melhor início de temporada de um piloto na categoria. Por conta deste início fenomenal, uma rivalidade muito forte foi criada com o seu companheiro de equipe, Alonso, que pretendia defender seu título mundial nesta temporada. Em uma entrevista, inclusive, logo após o GP do Canadá daquele ano, primeira vitória da carreira de Hamilton, Alonso acusou a McLaren de favorecer o piloto britânico nas corridas. Ao final do campeonato, os dois pilotos conquistaram a mesma pontuação, 109 pontos cada um (um ponto a menos que Kimi Raikkonen, campeão naquele ano), tendo Hamilton permanecido com a segunda posição, por conta dos critérios de desempate.
Como já era tradicional na Fórmula 1, todos os testes oficiais de pré-temporada foram realizados em território espanhol. Contudo, por conta dos acontecimentos da temporada passada, Hamilton não era bem visto na Espanha. Durante a terceira sessão de testes, no Circuito da Catalunha em Montmeló, diversos jornalistas locais reportaram casos de vaias dos torcedores espanhóis contra Hamilton, enquanto este deslocava-se no paddock. Contudo, um grupo de torcedores promoveram diversos atos racistas, com casos de blackface, cânticos e xingamentos contra sua raça, além de insultos contra sua própria família. O Circuito da Catalunha tomou medidas rápidas para deter os infratores, removendo-os e isolando a área próxima aos boxes do piloto britânico.
Após os acontecimentos, a Federação Internacional de Automobilismo alertou que poderia impor sérias sanções contra a Espanha, incluindo a possibilidade de remover as duas corridas da temporada no país (GP da Espanha em Montmeló e GP da Europa em Valência). Chamando os eventos de "repugnantes", o ministro do esporte britânico Gerry Sutcliffe disse à BBC que os eventos "questionam se a Espanha tem capacidade de receber um evento ao nível da Fórmula 1". Após investigação, a FIA decidiu manter as corridas na Espanha, porém emitiu um comunicado, onde afirmou que caso mais algum grave caso de racismo ocorresse partindo de torcedores espanhóis, a organização voltaria atrás e cancelaria as duas provas. Além disso, a FIA ainda lançou o programa "Every Race", como forma de conscientizar o torcedor e conter o racismo dentro da categoria. Tanto os Grandes Prêmios da Espanha como da Europa transcorreram sem nenhum caso de racismo registrado.

### Crashgate

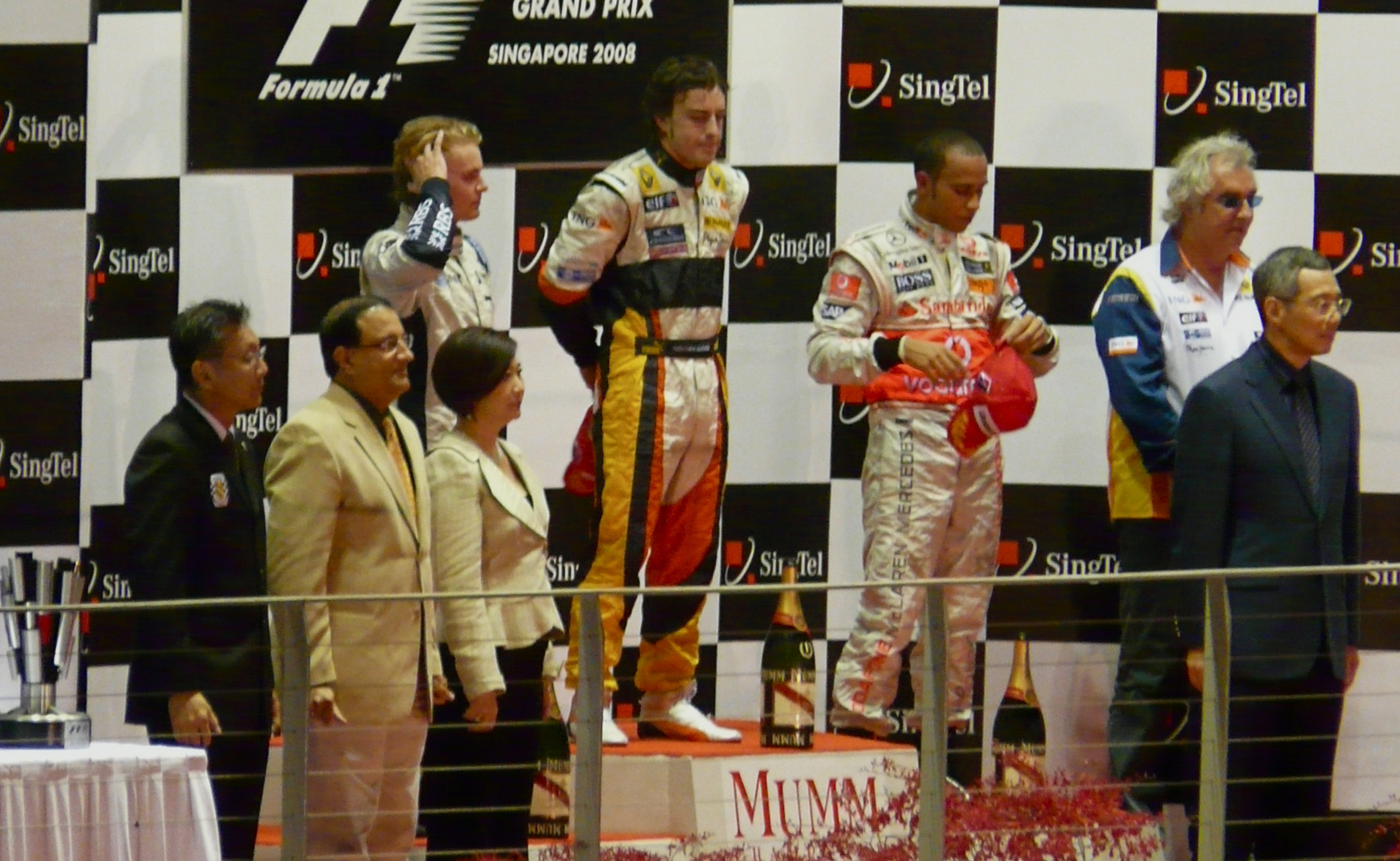
Fernando Alonso recebendo a premiação do primeiro lugar no GP de Singapura, enquanto Flavio Briatore recebe a premiação dos construtores.

O Grande Prêmio de Singapura de 2008 foi a décima quinta corrida do campeonato e ocorreu em 28 de setembro. Foi a primeira corrida noturna na história da Fórmula 1. No fim de semana de corrida, apesar de Fernando Alonso ter obtido um bom desempenho nos treinos livres, a Renault teve uma sessão de qualificação ruim e teve posições baixas no grid, com Alonso iniciando na décima quinta posição, por conta de uma falha mecânica, e Nelson Piquet Jr. logo após, em décimo sexto.

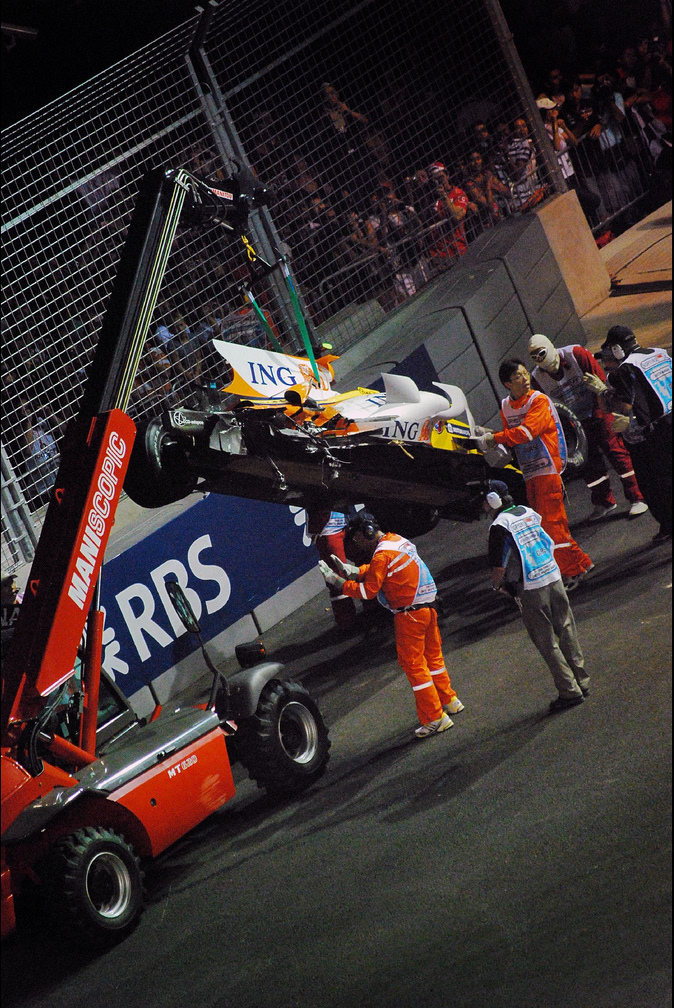
Momento da retirada do carro de Nelson Piquet Jr da pista, com a corrida sob regime de carro de segurança.

Durante a volta de aquecimento, Piquet Jr. rodou uma vez na pista, mas conseguiu concluir a volta e iniciar a corrida. Após o início, Alonso foi o primeiro piloto a fazer um pit stop já na volta doze, retornando na última colocação. Ele colocou uma carga menor de combustível no início da corrida, na tentativa de aumentar sua velocidade para ultrapassar os carros à sua frente, já que a maioria dos pilotos que se qualificam nas últimas posições do grid tendem a fazer o oposto e colocam cargas de combustível maiores para fazer um pit stop a menos do que os líderes, podendo economizar até trinta segundos. Três voltas depois da parada de Alonso, Piquet Jr. bateu na proteção do circuito na curva dezessete, uma das curvas que não tinha guindaste por perto, necessitando da entrada do carro de segurança para retirada do carro de Piquet Jr.
O regulamentos da Fórmula 1 em 2008 deixavam claro que o pit lane estaria fechado até que todos os carros fossem alinhados atrás do carro de segurança. Portanto, a vantagem dos carros da frente seria eliminada antes que eles pudessem realizar sua parada e, após ela, eles voltariam à corrida atrás dos que já haviam parado. Alonso, que parou antes da entrada do carro de segurança, ganhou uma vantagem significativa. Para evitar uma falta de combustível, alguns pilotos precisaram parar para reabastecer enquanto o pit lane estava fechado e foram penalizados por isso. Nenhuma ação foi tomada inicialmente sobre o acidente. Piquet Jr. inicialmente caracterizou o acidente como um simples erro. No boletim de imprensa pós-corrida da Renault F1, a equipe descreveu o desempenho de Alonso como uma "movimentação tática brilhante", enquanto Briatore e Symonds atribuíram o uso do carro de segurança como um caso de sorte.
Em 30 de agosto de 2009, reportagens da emissora de televisão brasileira Rede Globo declararam que Piquet Jr. recebeu ordem de provocar um acidente durante a corrida de Singapura. A Federação Internacional de Automobilismo (FIA), anunciou imediatamente que estava investigando "supostos incidentes em um evento anterior da Fórmula 1". Após isso, foi divulgado que o evento em questão era o GP de Singapura. Uma reunião extraordinária do Conselho Mundial do Automobilismo ocorreu em 21 de setembro de 2009, em Paris. Após uma audiência de noventa minutos, o conselho impôs um efeito suspensivo à Renault de dois anos. Isso significava que, se um incidente semelhante ocorresse antes de 2011, a Renault seria banida da Fórmula 1. Flavio Briatore, chefe da equipe Renault e apontado como mandante do esquema, foi banido indefinidamente de qualquer evento sancionado pela FIA, enquanto Pat Symonds, engenheiro-chefe da Renault e também apontado como envolvido no esquema, recebeu uma proibição de cinco anos. Além disso, Briatore foi proibido de gerenciar pilotos, sob a pena da suspensão de suas superlicenças por período indefinido. Alonso foi inocentado de irregularidades, já que a FIA não encontrou evidências de que ele ou seus mecânicos soubessem alguma coisa sobre o esquema.